# Attentati dell'11 settembre 2001
Gli attentati dell'11 settembre 2001 furono una serie di attacchi suicidi terroristici coordinati, compiuti contro obiettivi civili e militari degli Stati Uniti d'America da un gruppo di terroristi appartenenti all'organizzazione terroristica al-Qāʿida. Gli attacchi causarono la morte di 2 977 persone (più 19 attentatori) e il ferimento di oltre 6 000 persone. Negli anni successivi si verificarono ulteriori decessi a causa di tumori e malattie respiratorie legate alle conseguenze degli attacchi. Per questi motivi e per gli ingenti danni infrastrutturali causati tali eventi sono spesso considerati dall'opinione pubblica come i più gravi attentati terroristici dell'età contemporanea.
La mattina di martedì 11 settembre 2001, quattro aerei di linea, appartenenti a due delle maggiori compagnie aeree statunitensi (United Airlines e American Airlines), furono dirottati da 19 terroristi legati al gruppo terroristico al-Qāʿida. Due aerei (il volo American Airlines 11 e il volo United Airlines 175) furono fatti schiantare rispettivamente contro le torri Nord e Sud del World Trade Center, nel quartiere Lower Manhattan di New York. Nel giro di 1 ora e 42 minuti entrambe le torri crollarono. I detriti e gli incendi causarono poi il crollo parziale o totale di tutti gli altri edifici del complesso del World Trade Center. Un terzo aereo, il volo American Airlines 77, fu fatto schiantare contro il Pentagono, sede del Dipartimento della Difesa, nella contea di Arlington in Virginia. L'attacco causò il crollo della facciata ovest dell'edificio. Un quarto aereo, il volo United Airlines 93, venne fatto inizialmente dirigere verso Washington per colpire il Campidoglio o la Casa Bianca, ma precipitò successivamente in un campo nei pressi di Shanksville, in Pennsylvania, a seguito di un'eroica rivolta dei passeggeri.
I sospetti ricaddero fin da subito su al-Qāʿida e gli Stati Uniti reagirono aprendo la stagione della "guerra al terrorismo", attaccando l'Afghanistan al fine di deporre il regime dei Talebani, neutralizzare al-Qāʿida e catturare o uccidere il suo leader Osama bin Laden. Il Congresso approvò il Patriot Act, mentre altri Paesi rafforzarono le proprie legislazioni in materia di terrorismo e rafforzarono le misure di sicurezza interna. Sebbene Osama Bin Laden inizialmente avesse negato ogni tipo di coinvolgimento, nel 2004 si dichiarò responsabile dei fatti dell'11 settembre. L'organizzazione terroristica islamica da lui guidata citò come moventi il supporto statunitense a Israele, la presenza di truppe statunitensi in Arabia Saudita e le sanzioni contro l'Iraq.
La distruzione del World Trade Center danneggiò l'economia della Lower Manhattan ed ebbe un significativo impatto sui mercati globali, causando anche la chiusura di Wall Street fino al 17 settembre. La rimozione dei detriti dal sito del World Trade Center (poi denominato Ground Zero) fu completata solo nel maggio 2002. I danni al Pentagono furono riparati nel giro di un anno. Il 18 novembre 2006 iniziò la costruzione dello One World Trade Center, inaugurato il 3 novembre 2014.
Tra i vari monumenti e memoriali eretti in onore delle vittime degli attentati, a New York, sui luoghi dove sorgeva il complesso del World Trade Center, si trova il National September 11 Memorial & Museum; nella Contea di Arlington è stato inaugurato il Pentagon Memorial; nei pressi di Shanksville, Pennsylvania, è invece situato il Flight 93 National Memorial.

## Premessa

### Al-Qāʿida
La fase embrionale delle vicissitudini che portarono alla nascita di al-Qāʿida sono da ricercare nell'invasione dell'Afghanistan nel 1979, intrapresa dall'Unione Sovietica con l'obiettivo di deporre il Presidente della RDA Hafizullah Amin e rimpiazzarlo con Babrak Karmal. In seguito all'invasione, lo studente ventiduenne Osama bin Laden, all'epoca residente in Pakistan, si recò in Afghanistan per collaborare con l'organizzazione dei mujahidin arabi e per la creazione di Maktab al-Khidamat, una formazione il cui scopo era quello di raccogliere fondi e assoldare mujaheddin stranieri per resistere all'Armata Sovietica. Nel 1989, dopo più di nove anni di guerra che provocarono vaste distruzioni al Paese nonché ampie perdite di vite civili, l'intervento sovietico nel conflitto ebbe termine con una ritirata generale delle proprie truppe, e il Maktab al-Khidamat si trasformò in una "forza di intervento rapido" del jihād contro i nemici del mondo islamico.
Sotto la guida di Ayman al-Zawahiri, Bin Laden assunse posizioni sempre più radicali nei confronti dell'Occidente, e nel 1996 promulgò la prima fatwā, intimando ai soldati americani di lasciare il territorio dell'Arabia Saudita. Una seconda fatwā fu promulgata nel 1998, con un attacco diretto alla politica estera degli Stati Uniti d'America, con particolare riferimento a Israele e alla costante presenza di truppe statunitensi in Arabia Saudita, anche dopo la fine della guerra del Golfo. Bin Laden citò testi dell'Islam per esortare i musulmani a intraprendere azioni di forza contro gli statunitensi fino a quando i problemi sollevati non fossero stati risolti. Egli fece notare come «durante tutta la storia dei popoli islamici, gli ʿulamāʾ abbiano unanimemente affermato l'idea che il jihād rappresenti un dovere individuale se il nemico devasta i Paesi musulmani».

#### Osama Bin Laden

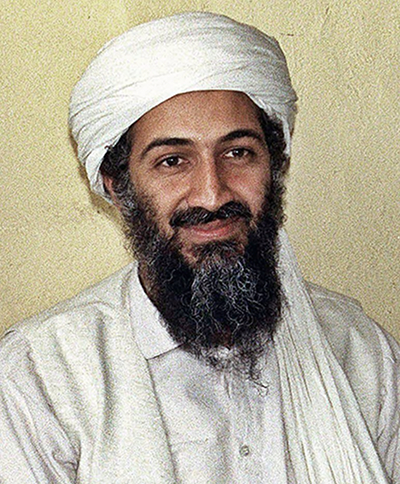
Osama bin Laden

Osama Bin Laden diresse gli attentati, ma in un primo momento negò ogni tipo di coinvolgimento salvo poi ritrattare. Il 16 settembre 2001, Al Jazeera trasmise un comunicato di Bin Laden nel quale egli dichiarava: "Sottolineo che non ho compiuto io questo atto, il quale sembra essere stato compiuto da individui con proprie motivazioni”. Nel novembre 2001, forze statunitensi ritrovarono un nastro in una casa distrutta a Jalalabad, in Afghanistan. Nel video si vede Bin Laden dialogare con Khaled al-Harbi e ammettere di essere a conoscenza degli attacchi prima del loro compimento. Il 27 dicembre 2001, fu diffuso un secondo filmato, nel quale, pur continuando a negare ogni responsabilità, egli affermò:
Tuttavia, poco prima delle elezioni presidenziali americani del 2004, Bin Laden usò un video messaggio per ammettere il coinvolgimento di al-Qāʿida negli attentati dell'11 settembre 2001. Egli ammise il suo diretto coinvolgimento negli attacchi, dicendo di averli organizzati perché:
Bin Laden disse di aver personalmente diretto i suoi seguaci ad attaccare il World Trade Center e il Pentagono. Un altro video ottenuto da Al Jazeera nel settembre 2006 mostra Bin Laden e Ramzi bin al-Shibh, così come due dirottatori, Ḥamza al-Ghamdī e Wāʾil al-Shehrī, durante i preparativi per l'attacco. Gli Stati Uniti non hanno mai incriminato Bin Laden per gli attentati dell'11 settembre, ma egli era già stato inserito nella lista dell'FBI dei più ricercati per gli attacchi alle ambasciate americane di Dar es Salaam in Tanzania e di Nairobi in Kenya.
Alle ore 1:09 del 2 maggio 2011, data e ora del fuso orario del Pakistan, un plotone di 24 assaltatori appartenenti all'unità anti-terrorismo DEVGRU dei Navy SEAL (i corpi speciali della Marina degli Stati Uniti), con l'appoggio della Special Activities Division della CIA, condusse un'operazione militare ad Abbottabad, vicino a Islamabad, presso una palazzina indipendente del leader di al-Qāʿida, individuato grazie a un'azione di spionaggio condotta fin dall'agosto del 2010 e lo uccisero in un assalto. Nella stessa notte del 1º maggio 2011 (fuso orario di Washington, dove non era ancora passata la mezzanotte), il presidente Barack Obama, che aveva seguito l'intera operazione attraverso le riprese di microcamere poste sugli elmetti degli assaltatori e di un drone, ne ha annunciato la morte.

#### Khalid Shaykh Muhammad
Yosri Fouda, giornalista per il canale televisivo arabo Al Jazeera, riportò che nell'aprile 2002 Khalid Shaykh Muhammad ammise il suo coinvolgimento negli attacchi, insieme a Ramzi bin al-Shibh. Il Rapporto della Commissione sull'11 settembre stabilì che il forte risentimento di Muhammad verso gli Stati Uniti traeva origine dal "violento disaccordo sulla politica estera statunitense favorevole a Israele". Muhammad era stato inoltre un consigliere e finanziatore dell'attentato al World Trade Center del 1993 e zio di Ramzi Yusuf, leader del gruppo degli attentatori in quell'attacco. Muhammad fu arrestato il 1º marzo 2003 a Rawalpindi, in Pakistan, da ufficiali pakistani sotto il comando della CIA. Fu in seguito tenuto in più prigioni segrete della CIA e nel campo di prigionia di Guantánamo, dove fu interrogato e torturato con metodi come il waterboarding. Durante le udienze nella prigione di Guantánamo, Muhammad confessò nuovamente le proprie responsabilità per gli attentati, dichiarando che "era stato responsabile degli attacchi dell'11 settembre dalla A alla Z” e che tale dichiarazione non era compiuta sotto costrizione alcuna.

#### Altri membri di al-Qāʿida
Durante il processo di Zakariyya Musawi, cinque persone furono identificate come soggetti aventi una conoscenza dettagliata delle operazioni. Esse erano: bin Laden, Khalid Shaykh Muhammad, Ramzi bin al-Shibh, Abu Turab al-Urdunni e Mohammed Atef. A oggi, solo figure marginali sono state processate o condannate per gli attacchi.
Il 26 settembre 2005, la Audiencia Nacional spagnola condannò Abu Dahdah a 27 anni di prigione per cospirazione negli attacchi dell'11 settembre e per essere membro di un'associazione terroristica quale al-Qāʿida. Allo stesso tempo, altri 17 membri di al-Qāʿida furono condannati a pene tra i sei e i gli 11 anni. Il 6 febbraio 2006, la Suprema Corte spagnola ha ridotto la pena di Abu Dahdah a 12 anni perché ha considerato non provata la sua partecipazione alla cospirazione.
Sempre nel 2006, Musawi, che alcuni inizialmente sospettarono essere il ventesimo dirottatore, fu condannato per cospirazione al fine di commettere atti di terrorismo e di pirateria aerea. Fu condannato all'ergastolo negli Stati Uniti. Munir al-Mutasaddiq, un associato del nucleo di dirottatori di Amburgo, trascorse 15 anni in una prigione tedesca per il suo ruolo nella preparazione del dirottamento. Rilasciato nell'ottobre del 2018, fu deportato in Marocco.
La "cellula di Amburgo” includeva musulmani radicalizzati che divennero poi cruciali negli attacchi dell'11 settembre. Moḥammed ʿAṭā, Marwan al-Shehhi, Ziyād Jarrāḥ, Ramzi bin al-Shibh e Sa'id Bahaji erano tutti membri della cellula di Amburgo.

### Moventi
La dichiarazione di una "guerra santa” contro gli Stati Uniti e la fatwā del 1998, promulgata da bin Laden, insieme con altre che invitavano a uccidere americani, sono viste dagli investigatori come moventi dei fatti. Nella "Lettera all'America” del 2002, bin Laden ammette esplicitamente che le motivazioni degli attentati includono:
- supporto statunitense a Israele;
- supporto agli "attacchi contro musulmani" in Somalia;
- supporto alle Filippine contro i musulmani nell'insurrezione islamica nelle Filippine;
- supporto alle "aggressioni" israeliane contro i musulmani in Libano;
- supporto alle atrocità russe contro i musulmani in Cecenia;
- presenza di governi filo-americani nel Medio Oriente;
- supporto all'oppressione indiana contro musulmani in Kashmir;
- presenza di truppe statunitensi in Arabia Saudita;
- sanzioni contro l'Iraq.

Dopo gli attacchi, Bin Laden e al-Zawāhirī rilasciarono videoregistrazioni e registrazioni audio, alcune delle quali ribadivano le ragioni degli attacchi.
Bin Laden riteneva che Maometto avesse bandito la "costante presenza di infedeli in Arabia”. Nel 1996, bin Laden aveva lanciato una fatwā chiedendo l'abbandono immediato delle forze statunitensi. Nella fatwā del 1998 al-Qāʿida scrisse:
In un'intervista del dicembre 1999, Bin Laden disse di considerare gli americani troppo vicini a La Mecca e di valutare questa come una provocazione a tutto il mondo musulmano. Un'analisi del terrorismo suicida suggerì che, se le truppe americane non fossero state in Arabia Saudita, probabilmente al-Qāʿida non sarebbe stata in grado di reclutare attentatori suicidi.
Nella fatwā del 1998, al-Qāʿida identificò le sanzioni all'Iraq come una delle ragioni per cui uccidere americani, condannando il blocco prolungato e altre azioni che costituivano, secondo esso, una dichiarazione di guerra contro "Allah, il suo messaggero e i musulmani”. La fatwa dichiarò che:
Nel 2004, bin Laden disse che l'idea di distruggere le Torri Gemelle gli venne nel 1982, quando fu testimone del bombardamento israeliano di alti appartamenti durante la guerra del Libano del 1982. Alcuni analisti sostengono che fu proprio il supporto americano a Israele una della motivazioni degli attacchi. Nel 2004 e nel 2010, bin Laden collegò ancora una volta gli attentati dell'11 settembre al supporto americano a Israele, anche se la maggior parte delle lettere esprimevano il disprezzo di bin Laden per il Presidente Bush e la sua speranza di distruggere e far fallire gli Stati Uniti.
Altre motivazioni sono state suggerite, in aggiunta a quelle dichiarate da bin Laden e da al-Qāʿida, tra cui il supporto occidentale a regimi autoritari islamici e no, in Arabia Saudita, Iran, Egitto, Iraq, Pakistan e Nord Africa e la presenza di truppe occidentali in alcune di queste nazioni. Alcuni autori suggeriscono l'umiliazione che conseguì alla caduta del mondo islamico sotto il mondo occidentale - la cui discrepanza fu resa plastica soprattutto dalla globalizzazione - e il desiderio di coinvolgere gli Stati Uniti in un vasto conflitto contro il mondo islamico nella speranza di motivare altri alleati a supportare al-Qāʿida. Similmente, altri hanno contestato questa ricostruzione, secondo cui l'11 settembre fu una mossa strategica che aveva l'obiettivo di provocare gli Stati Uniti e coinvolgerli in una guerra che avrebbe incitato una rivoluzione panislamica.

### Pianificazione
Gli attacchi furono concepiti da Khalid Shaykh Muhammad, che li descrisse per la prima volta a bin Laden nel 1996. A quel tempo, bin Laden e al-Qāʿida stavano vivendo un periodo di transizione, essendo appena ritornati in Afghanistan dal Sudan. Gli attentati alle ambasciate statunitensi del 1998 e la fatwā dello stesso anno segnarono un punto di svolta e lo stesso bin Laden iniziò a riflettere su un attacco diretto agli Stati Uniti.

Mappa che mostra gli attacchi alle Torri Gemelle (gli aerei non sono in scala)

Sul finire del 1998 e l'inizio del 1999, bin Laden approvò il piano e diede il via libera a Muhammad per iniziare a organizzare. Muhammad, Bin Laden e Mohammed Atef tennero una serie di incontri all'inizio del 1999. Atef fornì supporto alle operazioni, tra cui la scelta dell'obiettivo e aiutò a organizzare i viaggi dei dirottatori. Bin Laden non approvò tutti i piani di Muhammad, rigettando possibili obiettivi come la U.S. Bank Tower a Los Angeles per mancanza di tempo.
Bin Laden fornì leadership e supporto finanziario. Fu inoltre coinvolto nella selezione dei dirottatori. Inizialmente scelse Nawaf al-Hazmi e Khalid al-Mihdhar, entrambi reduci delle guerre in Bosnia. I due arrivarono negli Stati Uniti nel gennaio del 2000. In quel periodo presero lezioni di volo a San Diego, in California, ma entrambi parlavano poco la lingua e non brillarono nelle lezioni. Furono comunque scelti come dirottatori "secondari”.
Sul finire del 1999, un gruppo di uomini provenienti da Amburgo arrivò in Afghanistan. Tra di loro vi erano Mohammed Atta, Marwan al-Shehhi, Ziad Jarrah e Ramzi Bin al-Shibh. Bin Laden li scelse per via della loro educazione, per la loro capacità nel parlare l'inglese e per la loro esperienza nel vivere in Occidente. Nuove reclute vennero costantemente vagliate per capacità speciali e al-Qa'ida di conseguenza scoprì che Hani Hanjour era già in possesso di una licenza da pilota. Muhammad disse in seguito che egli aiutò i dirottatori a mimetizzarsi, insegnando loro come ordinare cibo in ristorante e vestirsi in abiti occidentali.
Hanjour arrivò in San Diego l'8 dicembre 2000, incontrandosi con Hazmi. Entrambi partirono poi per l'Arizona, dove Hanjour ricominciò a esercitarsi. Marwan al-Shehhi giunse alla fine del maggio 2000, mentre Atta arrivò il 3 giugno 2000 e Jarrah il 27 giugno 2000. Bin al-Shibh richiese più volte un visto per gli Stati Uniti, ma, essendo yemenita, gli fu negato. Bin al-Shibh rimase ad Amburgo, fornendo collegamento tra Atta e Mohammed. I tre membri della cellula di Amburgo presero lezioni di volo in Florida.
Nella primavera del 2001, i dirottatori secondari iniziarono ad arrivare negli Stati Uniti. Nel luglio 2001, Atta incontrò bin al-Shibh in Spagna, dove stabilirono dettagli del piano, incluso la scelta finale dell'obiettivo. Bin al-Shibh riferì anche il desiderio di Bin Laden che l'attacco fosse compiuto al più presto. Alcuni attentatori ebbero il loro passaporto grazie a corrotti ufficiali sauditi che erano famigliari o usarono passaporti falsi per entrare.
Da talune fonti, si è ipotizzato che la data dell'attacco fosse stata scelta per la sua somiglianza con il numero telefonico di emergenza 911 (negli USA è abituale indicare prima il mese poi il giorno nelle date). Altre fonti sostengono che si tratti di un riferimento alla battaglia di Vienna dell'11 settembre 1683, passata alla storia per aver segnato un punto di svolta profondo tra i mondi cristiano e islamico.

### Prevenzione
Alla fine del 1999, il socio di al-Qāʿida Walid bin Attash ("Khallad") contattò Mihdhar, dicendogli di incontrarlo a Kuala Lumpur, in Malesia; anche Hazmi e Abu Bara al Yemeni sarebbero stati presenti. La NSA intercettò una telefonata che menzionava l'incontro, Mihdhar, e il nome "Nawaf" (Hazmi). Nonostante l'agenzia temesse che "qualcosa di nefasto potesse essere in corso", non prese ulteriori provvedimenti. La CIA era già stata avvisata dall'intelligence saudita in merito allo status di Mihdhar e Hazmi come membri di al-Qa'ida, e una squadra della CIA fece irruzione nella camera d'albergo di Dubai di Mihdhar e scoprì che Mihdhar aveva un visto statunitense. L'Alec Station avvisò le agenzie di intelligence in tutto il mondo di questo avvenimento, ma non condivise queste informazioni con l'FBI. La Filiale Speciale della Malesia osservò l'incontro del 5 gennaio 2000 dei due membri di al-Qāʿida e informò la CIA che Mihdhar, Hazmi e Khallad stavano volando a Bangkok, ma la CIA non lo notificò ad altre agenzie, né chiese al Dipartimento di Stato di inserire Mihdhar nella sua lista. Un intermediario dell'FBI con l'Alec Station chiese il permesso di informare l'FBI dell'incontro, ma gli venne detto che "l'evento non fosse un problema riguardante l'FBI".
Alla fine di giugno, il funzionario antiterrorismo Richard Clarke e il direttore della CIA George Tenet erano convinti che una serie di attacchi stesse per arrivare, anche se la CIA riteneva che gli attacchi sarebbero probabilmente avvenuti in Arabia Saudita o in Israele. All'inizio di luglio, Clarke mise le agenzie nazionali in "stato di allerta", dicendo loro: "Qualcosa di veramente spettacolare sta per accadere qui. Presto". Chiese all'FBI e al Dipartimento di Stato di allertare le ambasciate e i dipartimenti di polizia, e il Dipartimento della Difesa di andare alla "Condizione delta", il massimo livello d'allerta del Paese. In seguito Clarke scrisse: "Da qualche parte nella CIA c'erano informazioni secondo cui due noti terroristi di al-Qāʿida erano venuti negli Stati Uniti. All'FBI c'erano informazioni che accadevano cose strane nelle scuole di volo negli Stati Uniti. Avevano informazioni specifiche sui singoli terroristi. Nessuna di queste informazioni è arrivata a me o alla Casa Bianca."
Il 13 luglio, Tom Wilshire, un agente della CIA assegnato alla Divisione Internazionale del Terrorismo dell'FBI, inviò per e-mail ai suoi superiori al Centro antiterrorismo della CIA chiedendo il permesso di informare l'FBI che Hazmi era nel Paese e che Mihdhar aveva un visto per gli Stati Uniti. La CIA non diede mai risposta.
Lo stesso giorno di luglio, Margarette Gillespie, un'analista dell'FBI che lavorava nel CTC, fu incaricata di rivedere il materiale sull'incontro in Malesia. Non venne informata della presenza dei partecipanti negli Stati Uniti. La CIA diede a Gillespie le foto di sorveglianza di Mihdhar e Hazmi dall'incontro per mostrarle all'antiterrorismo dell'FBI, ma non fornì il corretto significato. Il database Intelink la informava di non condividere materiale di intelligence sulla riunione con investigatori criminali. Quando vennero mostrate le foto, all'FBI non furono concessi ulteriori dettagli sul significato e non fu loro fornita la data di nascita di Mihdhar né il numero del passaporto. Alla fine di agosto 2001, Gillespie disse all'INS, al Dipartimento di Stato, al Servizio doganale e all'FBI di mettere Hazmi e Mihdhar nelle loro liste di controllo, ma all'FBI fu proibito di usare agenti criminali nella ricerca del duo, che ostacolò i loro sforzi.
Sempre a luglio, un agente dell'FBI con sede a Phoenix inviò un messaggio al quartier generale dell'FBI, Alec Station e agli agenti dell'FBI a New York, avvertendoli della "possibilità di uno sforzo coordinato di Osama bin Laden per inviare studenti negli Stati Uniti per frequentare università e college dell'aviazione civile". L'agente, Kenneth Williams, suggerì la necessità di intervistare tutti i dirigenti delle scuole di volo e identificare tutti gli studenti arabi in cerca di addestramento di volo. A luglio, la Giordania avvisò gli Stati Uniti che al-Qa'ida stava pianificando un attacco agli Stati Uniti; "mesi dopo", la Giordania notificò agli Stati Uniti che il nome in codice dell'attacco era "The Big Wedding" ("Il grande matrimonio") e che riguardava aeroplani.
Il 6 agosto 2001, "l'Informativa Presidenziale Giornaliera" della CIA, designata "solo per il Presidente", fu intitolato "Bin Ladin determinato a colpire gli Stati Uniti". Il memo notò che le informazioni dell'FBI "indicavano modelli di attività sospette, in questo Paese, coerenti con i preparativi per dirottamenti o altri tipi di attacchi".
A metà agosto, una scuola di volo del Minnesota avvisò l'FBI di Zakariyya Musawi, che aveva posto "domande sospette". L'FBI scoprì che Musawi era un radicale che aveva viaggiato in Pakistan e l'INS lo arrestò per aver soggiornato oltre la scadenza del visto francese. La loro richiesta di ricerca sul suo portatile fu respinta dal quartier generale dell'FBI a causa della mancanza di un indizio di colpevolezza.
I fallimenti nella condivisione dell'intelligence furono attribuiti alle politiche del Dipartimento di Giustizia del 1995 che limitavano la condivisione dell'intelligence, combinate con la riluttanza della CIA e dell'NSA a rivelare "fonti e metodi sensibili" come i telefoni sotto controllo. Testimoniando davanti alla Commissione sull'11 settembre ad aprile 2004, l'allora procuratore generale John Ashcroft ricordò che "la più grande causa strutturale per il problema dell'11 settembre era il muro che segregava o separava investigatori del crimine e agenti di intelligence". Clarke scrisse anche: "Ci sono stati fallimenti nei fallimenti delle Organizzazioni nel reperire informazioni nel posto giusto al momento giusto".

## Gli attacchi
Il mattino dell'11 settembre 2001, un martedì, diciannove dirottatori presero il comando di quattro aerei di linea passeggeri (due Boeing 757 e due Boeing 767) in viaggio verso la California (tre diretti a Los Angeles e uno a San Francisco), decollati dagli aeroporti Logan di Boston, Newark e Washington-Dulles. Tutti gli aerei furono appositamente scelti perché pronti a lunghi voli e, quindi, carichi di carburante.
I quattro voli erano:
- Volo American Airlines 11: un aereo Boeing 767, partito dall'Aeroporto Internazionale Logan di Boston alle 7:59 e diretto a Los Angeles con a bordo 76 passeggeri, 11 membri dell'equipaggio e 5 dirottatori. Gli attentatori fecero schiantare il volo contro la Torre Nord del World Trade Center alle 8:46.
- Volo United Airlines 175: un aereo Boeing 767, partito anch'esso dall'Aeroporto Internazionale Logan di Boston alle 8:14 e diretto a Los Angeles con a bordo 51 passeggeri, 9 membri dell'equipaggio e 5 dirottatori. L'aereo si andò a schiantare contro la Torre Sud del World Trade Center alle 9:03.
- Volo American Airlines 77: un aereo Boeing 757, decollato dall'Aeroporto Internazionale di Washington-Dulles alle 8:20 e diretto a Los Angeles con a bordo 53 passeggeri, 6 membri dell'equipaggio e 5 dirottatori. L'aereo si schiantò contro la facciata ovest del Pentagono, nella Contea di Arlington, in Virginia, alle 9:37.
- Volo United Airlines 93: un aereo Boeing 757, decollato dall'Aeroporto Internazionale di Newark, in New Jersey, alle 8:42, e diretto a San Francisco, con a bordo 33 passeggeri, 7 membri dell'equipaggio e 4 dirottatori. A causa di una rivolta dei passeggeri, l'aereo non colpì l'obiettivo previsto e precipitò in un campo nei pressi di Shanksville, in Pennsylvania, alle 10:03[66]. Si ritiene che l'obiettivo di questo sarebbe potuto essere il Campidoglio di Washington o la Casa Bianca.

La copertura mediatica degli avvenimenti fu molto estesa sia durante gli attacchi sia dopo, iniziando pochi attimi dopo il primo attacco al World Trade Center.

### I dirottamenti e gli attentati

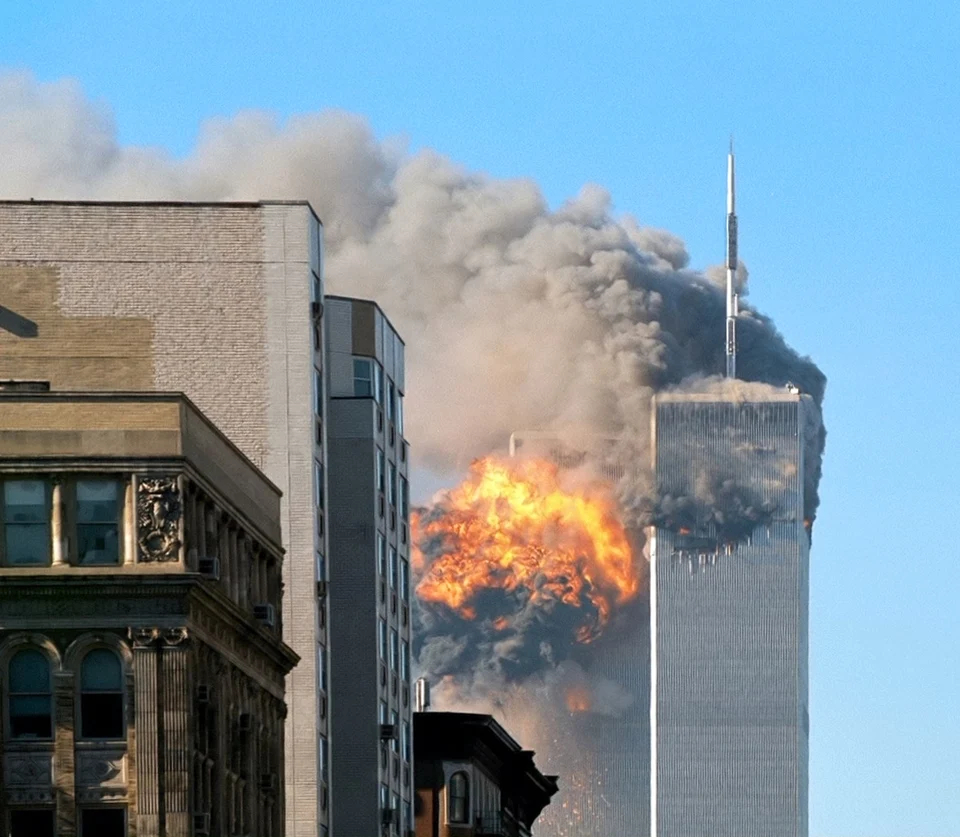
Il volo United Airlines 175 si schianta contro la Torre Sud, circa 17 minuti dopo la prima collisione, ripreso in diretta dai notiziari

Alle 8:46, cinque dirottatori fecero schiantare il volo American Airlines 11 sulla facciata settentrionale della Torre Nord del World Trade Center (WTC 1). Alle 9:03, altri cinque dirottatori, al comando del volo United Airlines 175, fecero schiantare il velivolo nella facciata meridionale della Torre Sud (WTC 2). Cinque dirottatori, poi, diressero il volo American Airlines 77 contro la facciata ovest del Pentagono alle 9:37. Infine, alle 10:03, un quarto aereo, il volo United Airlines 93, precipitò in un campo in Pennsylvania al termine di uno scontro tra passeggeri e dirottatori. Si ritiene che l'obiettivo del volo 93 sarebbe potuto essere il Campidoglio di Washington o la Casa Bianca. Le registrazioni della scatola nera di quest'ultimo volo hanno infatti rivelato che l'equipaggio e i passeggeri tentarono di sottrarre il controllo dell'aereo ai dirottatori dopo aver saputo, per via telefonica, che quella mattina altri aerei erano stati dirottati ed erano stati fatti schiantare contro degli edifici. Secondo la trascrizione della registrazione, uno dei dirottatori diede l'ordine di virare il velivolo quando fu chiaro che ne avrebbero perso il controllo a causa dei passeggeri. Poco dopo, l'aeroplano si schiantò in un campo vicino Shanksville, nella contea di Somerset (Pennsylvania), alle 10:03:11. In un'intervista rilasciata al giornalista di al Jazeera Yosri Foda, Khalid Shaykh Muhammad affermò che l'obiettivo del volo 93 era il Campidoglio di Washington, il cui nome in codice era «la facoltà di Legge».
Nel corso dei dirottamenti, alcuni passeggeri e membri dell'equipaggio furono in grado di effettuare chiamate con l'apparecchio radiotelefonico aria-superficie della GTE e con i telefoni cellulari; costoro furono in grado di fornire dettagli su quanto stava accadendo. Si riuscì a comprendere come diversi dirottatori fossero a bordo di ciascun aeroplano e che costoro avevano usato spray urticante e lacrimogeni per sopraffare i membri dell'equipaggio e tenere i passeggeri fuori dalla cabina della prima classe. Si capì, inoltre, che alcune persone a bordo degli aerei erano state accoltellate. I terroristi avevano preso il controllo dei velivoli usando coltelli e taglierini per uccidere alcuni assistenti di volo e almeno un pilota o un passeggero, tra cui il comandante del volo 11, John Ogonowski. La Commissione d'indagine sugli attentati dell'11 settembre 2001 stabilì che due dei dirottatori avevano precedentemente acquistato attrezzi multifunzione di marca Leatherman. Un assistente di volo dell'American Airlines 11, un passeggero del volo 175 e alcuni passeggeri del volo 93 riferirono che i dirottatori avevano delle bombe, ma uno dei passeggeri disse anche di ritenere che si trattasse di ordigni inerti. Nessuna traccia di esplosivi fu trovata nei luoghi degli impatti. Il Rapporto della Commissione sull'11 settembre afferma che le bombe erano probabilmente false.
Quel giorno, tre edifici del complesso del World Trade Center crollarono a causa di cedimenti strutturali. La Torre Sud (WTC 2), la seconda a essere stata colpita, crollò alle 9:59, 56 minuti dopo l'impatto con il volo United Airlines 175, che aveva causato un'esplosione e un conseguente incendio per via del carburante presente nell'aereo; la Torre Nord (WTC 1) crollò alle 10:28, dopo un incendio di circa 102 minuti. Il collasso del WTC 1 produsse dei detriti che danneggiarono la vicina 7 World Trade Center (WTC 7), la cui integrità strutturale fu ulteriormente compromessa dagli incendi, che portarono al crollo della penthouse est alle 17:20 di quello stesso giorno; l'intero edificio collassò completamente meno di un minuto dopo, alle 17:21 ora locale. Nella contea di Arlington, anche la facciata ovest del Pentagono subì ingenti danni.

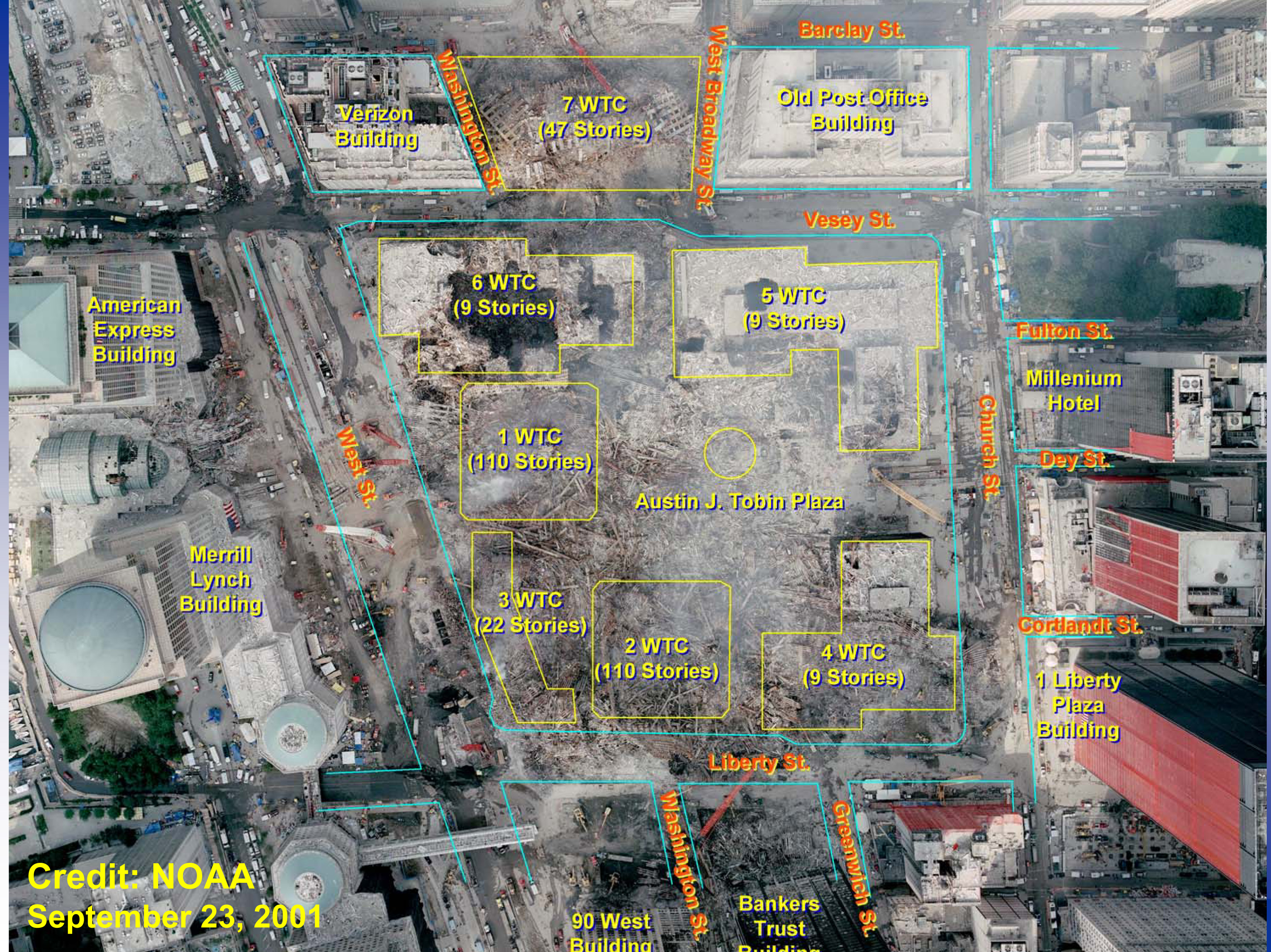
Mappa della zona interessata dagli attacchi, sovrapposta a un'immagine di Ground Zero

Il National Institute of Standards and Technology promosse delle investigazioni sulle cause del collasso dei tre edifici, successivamente allargando le indagini sulle misure per la prevenzione del collasso progressivo, chiedendosi ad esempio se la progettazione aveva previsto la resistenza agli incendi e se era stato effettuato un rafforzamento delle strutture in acciaio. Il rapporto riguardo alle Torri Nord e Sud fu terminato nell'ottobre 2005, mentre l'indagine sul WTC 7 è stata pubblicata il 21 agosto 2008: il crollo dell'edificio è stato causato dalla dilatazione termica, prodotta dagli incendi incontrollati per ore, dell'acciaio della colonna primaria, la numero 79, il cui cedimento ha dato inizio a un collasso progressivo delle strutture portanti vicine.
Venuta a conoscenza dei dirottamenti e dei seguenti attacchi coordinati, alle 9:42 l'Amministrazione dell'Aviazione Federale (Federal Aviation Administration, FAA) bloccò tutti i voli civili all'interno dei confini degli Stati Uniti e ordinò a quelli già in volo di atterrare immediatamente. Tutti i voli civili internazionali furono fatti ritornare indietro o indirizzati a aeroporti in Canada o Messico. A tutto il traffico aereo civile internazionale fu proibito di atterrare negli Stati Uniti per tre giorni. Gli attacchi crearono grande confusione tra le agenzie di notizie e i controllori del traffico aereo in tutti gli Stati Uniti per via di notizie non confermate e spesso contraddittorie: una delle ricostruzioni più diffuse raccontava di un'autobomba esplosa nella Segreteria di Stato degli Stati Uniti a Washington. Poco dopo aver dato notizia dell'incidente al Pentagono, la CNN e altre emittenti raccontarono anche di un incendio scoppiato al National Mall di Washington. Un altro rapporto fu diffuso dalla Associated Press, secondo il quale un Boeing 767 della Delta Air Lines, il volo 1989, era stato dirottato: anche questa notizia si rivelò poi un errore, in quanto si era effettivamente pensato che vi fosse quel pericolo, ma l'aereo rispose ai comandi dei controllori di volo e atterrò a Cleveland (Ohio).

### Vittime

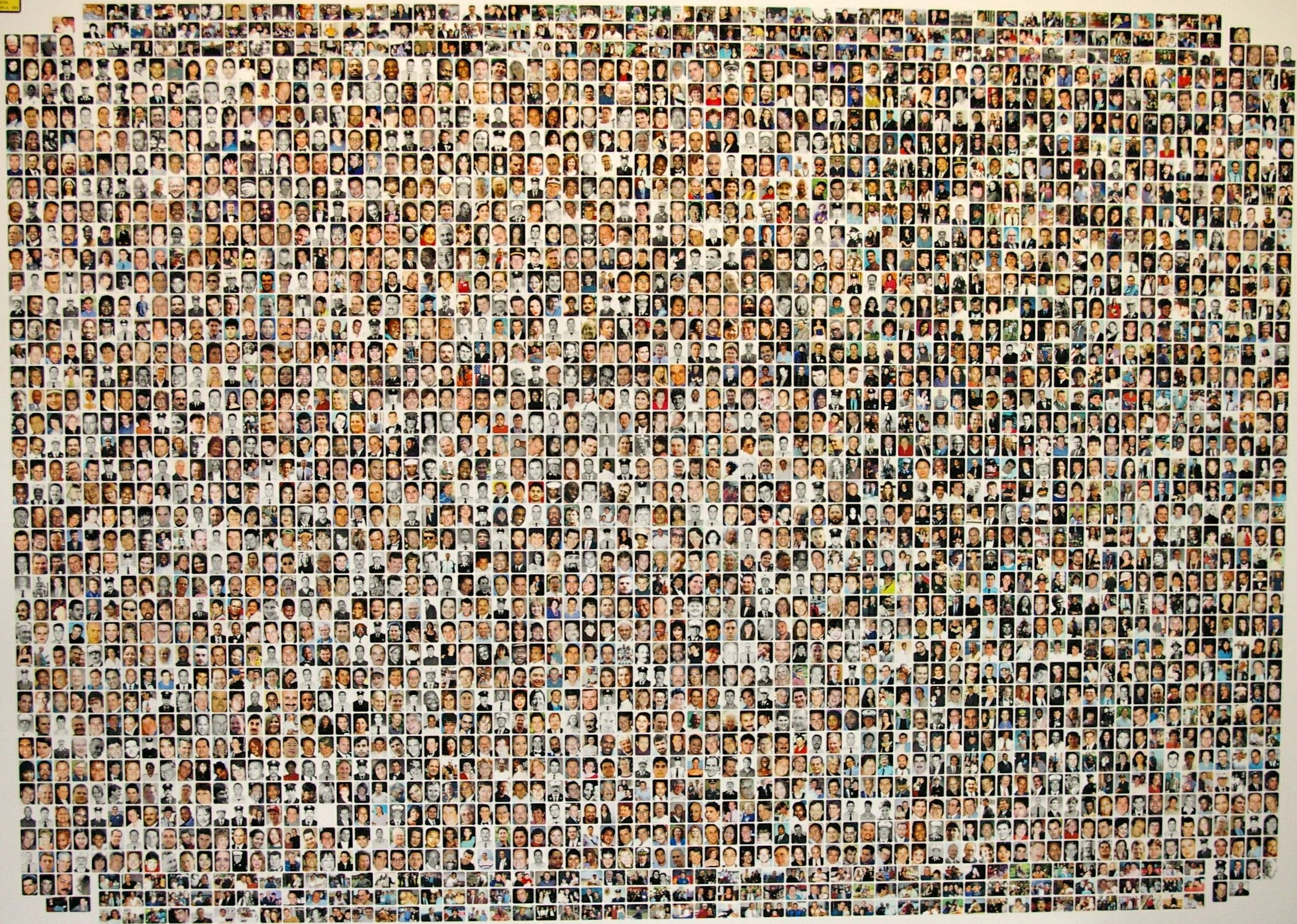
Raccolta delle foto di quasi tutte le vittime degli attacchi (mancano solo quelle di 92 persone e dei terroristi): documento presentato nel processo contro Zakariyya Musawi

Le vittime degli attentati furono 2 977, esclusi i 19 dirottatori: 246 su 4 aeroplani (87 sul volo American Airlines 11, 60 sul volo United Airlines 175, 59 sul volo American Airlines 77 e 40 sul volo United Airlines 93; non ci fu alcun superstite), 2 606 a New York e 125 al Pentagono. Altre 24 persone sono ancora elencate tra i dispersi. Oltre alle vittime civili c'erano anche 343 vigili del fuoco, 72 agenti delle forze dell'ordine e 55 militari che furono uccisi negli attacchi. Furono più di 90 i Paesi che persero cittadini negli attacchi al World Trade Center.
Il NIST ha stimato che circa 17 400 civili erano presenti nel complesso del World Trade Center al momento degli attacchi, mentre i dati sui turisti elaborati dalla Port Authority of New York and New Jersey ("Autorità portuale di New York e del New Jersey") suggeriscono una presenza media di 14 154 persone sulle torri gemelle alle 8:45 del mattino. La gran parte delle persone al di sotto delle zone di impatto evacuò in sicurezza gli edifici, come pure 18 persone che si trovavano nella zona di impatto della Torre Sud; Al contrario, 1 366 delle vittime si trovavano nella zona di impatto o nei piani superiori della Torre Nord; secondo il Rapporto della Commissione, centinaia furono le vittime causate dall'impatto, mentre le restanti rimasero intrappolate e morirono a seguito del collasso della Torre. Quasi 600 persone furono invece uccise dall'impatto o morirono intrappolate ai piani superiori nella Torre Sud.
Almeno 200 persone saltarono dalle Torri in fiamme e morirono, come raffigurato nell'emblematica foto The Falling Man ("L'uomo che cade"), precipitando su strade e tetti degli edifici vicini, centinaia di metri più in basso. Alcune persone che si trovavano nelle Torri al di sopra dei punti d'impatto salirono fino ai tetti degli edifici sperando di essere salvati dagli elicotteri, ma le porte di accesso ai tetti erano chiuse; inoltre, non vi era alcun piano di salvataggio con elicotteri e, quella mattina dell'11 settembre, il fumo denso e l'elevato calore degli incendi avrebbe impedito agli elicotteri di effettuare manovre di soccorso.
Le vittime tra i soccorritori furono 411. Il New York City Fire Department (i vigili del fuoco di New York) perse 341 vigili del fuoco e 2 paramedici, tra cui il cappellano Mychal Judge (per il quale fu avviata una campagna di beatificazione); il New York City Police Department (la polizia di New York) perse 23 agenti, il Port Authority Police Department (la polizia portuale) 37. I servizi di emergenza medica privata persero altri 8 tecnici e paramedici.
La Cantor Fitzgerald L.P., una banca di investimenti i cui uffici si trovavano ai piani 101-105 del WTC 1, perse 658 impiegati, più di qualunque altra azienda. La Marsh Inc., i cui uffici si trovavano immediatamente sotto quelli della Cantor Fitzgerald ai piani 93-101 (dove avvenne l'impatto del volo 11), perse 295 impiegati, mentre 175 furono le vittime tra i dipendenti della Aon Corporation. Dopo New York, lo Stato che ebbe più vittime fu il New Jersey, con la città di Hoboken a registrare il maggior numero di morti.
È stato possibile identificare i resti di sole 1 600 delle vittime del World Trade Center; gli uffici medici raccolsero anche «circa 10 000 frammenti di ossa e tessuti non identificati, che non possono essere collegati alla lista dei decessi». Altri resti di ossa furono trovati ancora nel 2006, mentre gli operai approntavano il Deutsche Bank Building per la demolizione.
La morte per malattie ai polmoni di altre persone è stata fatta risalire alla respirazione delle polveri contenenti centinaia di composti tossici (come amianto, mercurio, piombo, ecc.) causate dal collasso del World Trade Center. La gravità dell'inquinamento ambientale derivante da tali polveri – che investirono tutta la punta sud dell'isola di Manhattan – fu resa nota al grande pubblico solo a distanza di circa quattro anni dall'evento: sino ad allora le agenzie governative statunitensi avevano sottovalutato o nascosto il rischio ambientale, forse allo scopo di non causare ulteriore panico e di rendere più spediti i soccorsi, lo sgombero delle macerie, il ripristino delle normali attività della città così gravemente ferita.
Nel 2021 si stimano oltre 4 600 morti per patologie correlabili all'attentato. Inoltre 65 000 persone hanno ottenuto, dal World Trade Center (Wtc) Health Program, il riconoscimento della diagnosi di una patologia correlabile agli attentati dell'11 settembre.

### Danni

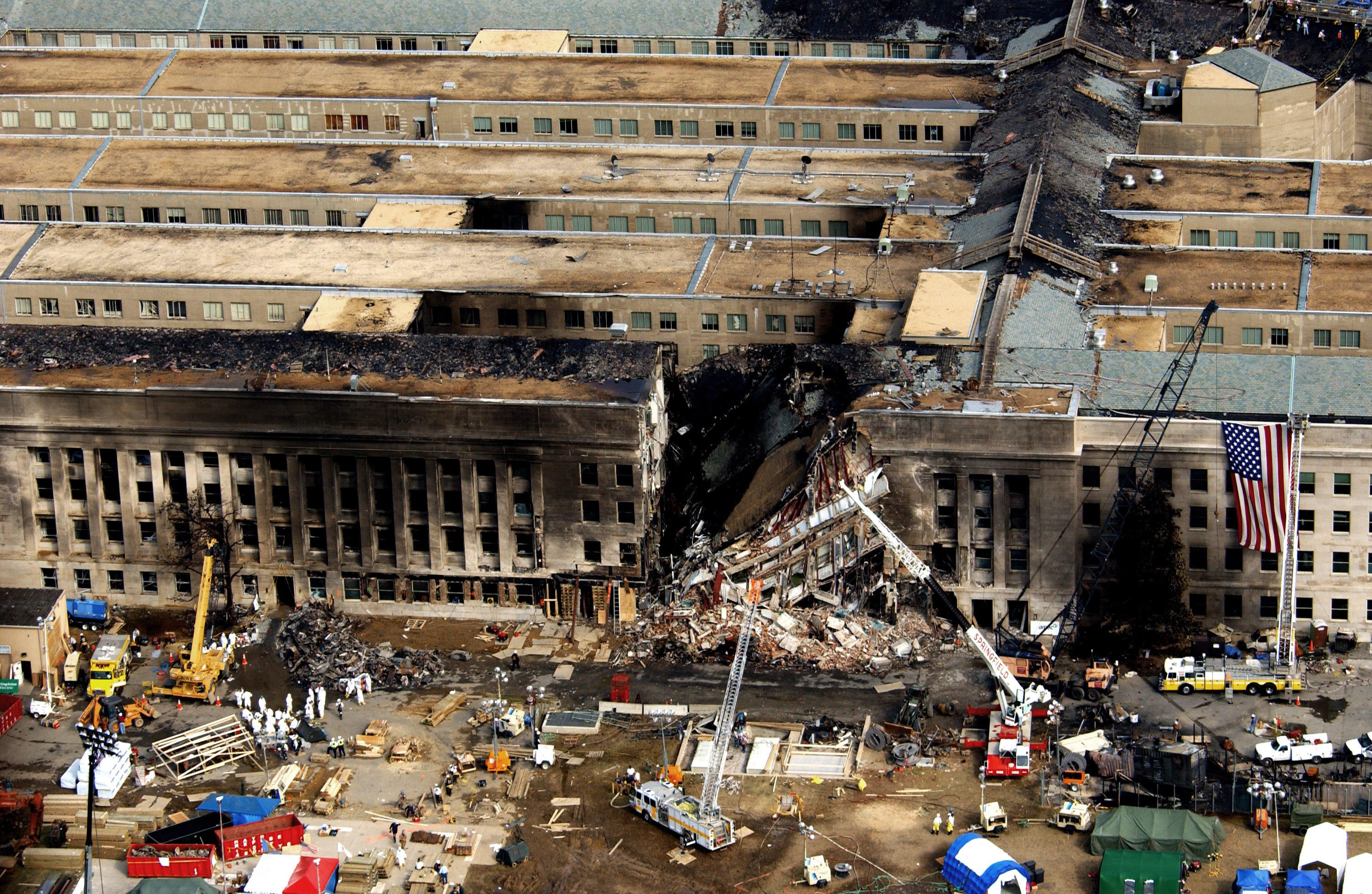
Il Pentagono fu seriamente danneggiato dal fuoco e una sezione dell'edificio collassò

Oltre anche alle Torri Gemelle, i due grattacieli di 110 piani, numerosi altri edifici del World Trade Center furono distrutti o gravemente danneggiati, inclusi il seven World Trade Center, il Six World Trade Center, il Five World Trade Center, il Four World Trade Center, il Marriott World Trade Center e la chiesa greco ortodossa di San Nicola. Il Deutsche Bank Building, situato di là dalla Liberty Street rispetto al complesso del World Trade Center, è stato demolito in quanto l'ambiente all'interno dell'edificio era tossico e inabitabile. La Fiterman Hall del Borough of Manhattan Community College, situato al 30 West Broadway, ricevette gravi ed estesi danni durante gli attacchi, tanto da farne programmare la demolizione. Altri edifici limitrofi, come il 90 West Street e il Verizon Building, subirono gravi danni, ma sono stati riparati. Gli edifici del World Financial Center, la One Liberty Plaza, il Millennium Hilton, e 90 Church Street riportarono danni moderati. Anche gli impianti di telecomunicazioni situati sulla torre settentrionale andarono distrutti, incluse le antenne di trasmissione radio e televisive e i ponti radio, ma le stazioni degli organi di informazioni re-instradarono rapidamente i segnali e ripresero le trasmissioni.
Nella contea di Arlington, una porzione del Pentagono fu gravemente danneggiata dall'impatto e dal successivo incendio.

### Operazioni di salvataggio e soccorso

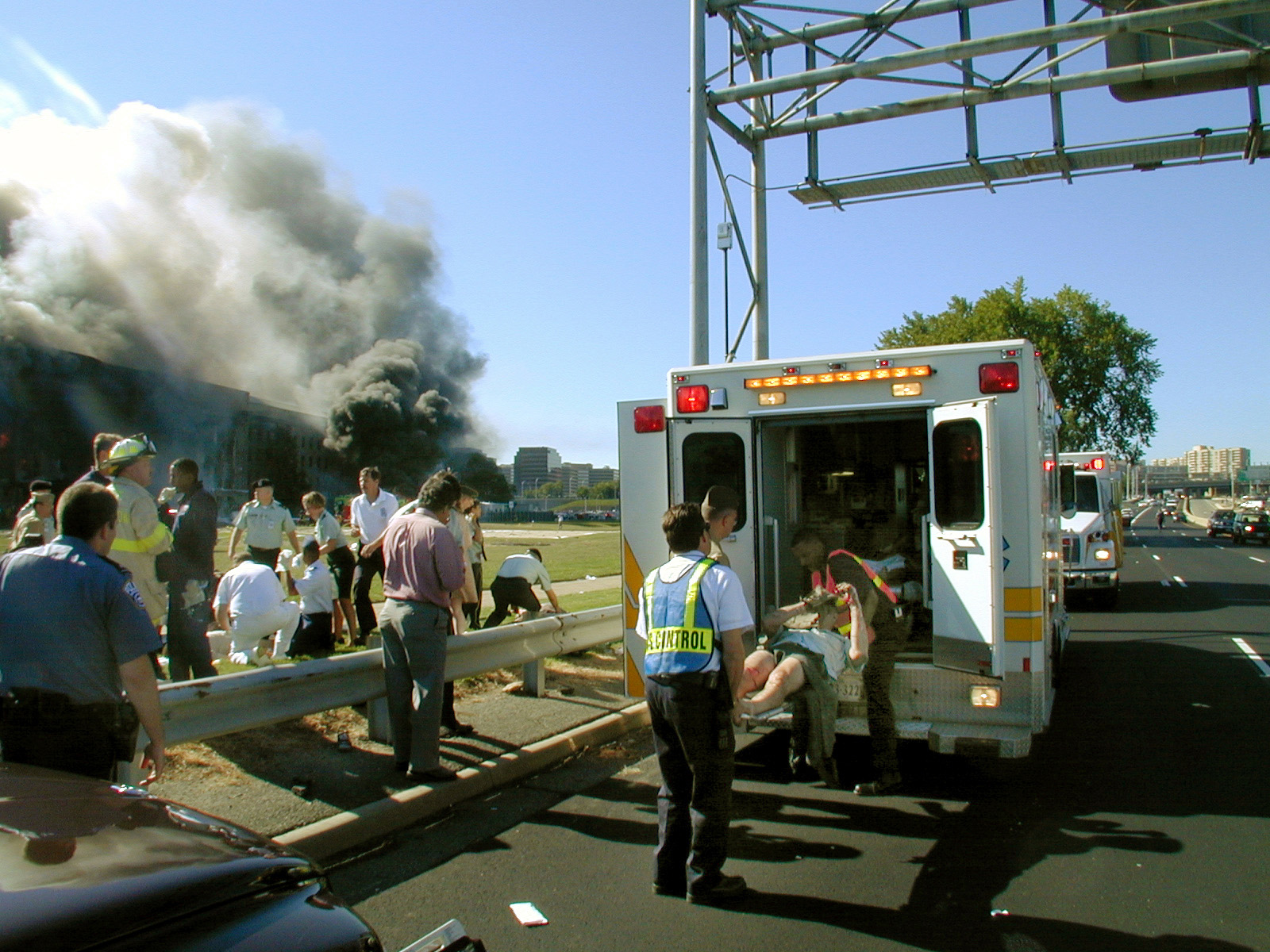
Evacuazione di un ferito nell'attentato al Pentagono

Successivamente agli attacchi alle Torri gemelle, il New York City Fire Department inviò rapidamente sul sito 200 unità, pari a metà dell'organico del Dipartimento, che furono aiutati da numerosi pompieri fuori-servizio e da personale dei pronto soccorso. Il New York City Police Department inviò delle unità speciali dette "Emergency Service Units" e altro personale. Durante i soccorsi, i comandanti dei vigili del fuoco, della polizia e dell'Autorità portuale ebbero difficoltà a condividere le informazioni e a coordinare i loro sforzi, tanto che vi furono duplicazioni nelle ricerche dei civili dispersi invece che ricerche coordinate.
Con il peggiorare della situazione, il dipartimento di polizia, che riceveva informazioni degli elicotteri in volo, fu in grado di diffondere l'ordine di evacuazione che permise a molti dei suoi agenti di allontanarsi prima del crollo degli edifici; tuttavia, poiché i sistemi di comunicazione radio dei dipartimenti di polizia e di vigili del fuoco erano incompatibili, questa informazione non fu inoltrata ai comandi dei vigili del fuoco. Dopo il collasso della prima Torre, i comandanti dei vigili del fuoco trovarono difficoltà a inviare gli ordini di evacuazione ai pompieri all'interno della torre, a causa del malfunzionamento dei sistemi di trasmissione all'interno del World Trade Center. Persino le chiamate al 911 (il servizio di emergenza) non furono correttamente inoltrate. Un'enorme operazione di ricerca e salvataggio fu lanciata dopo poche ore dagli attacchi; le operazioni cessarono alcuni mesi dopo.

## Attentatori e loro moventi

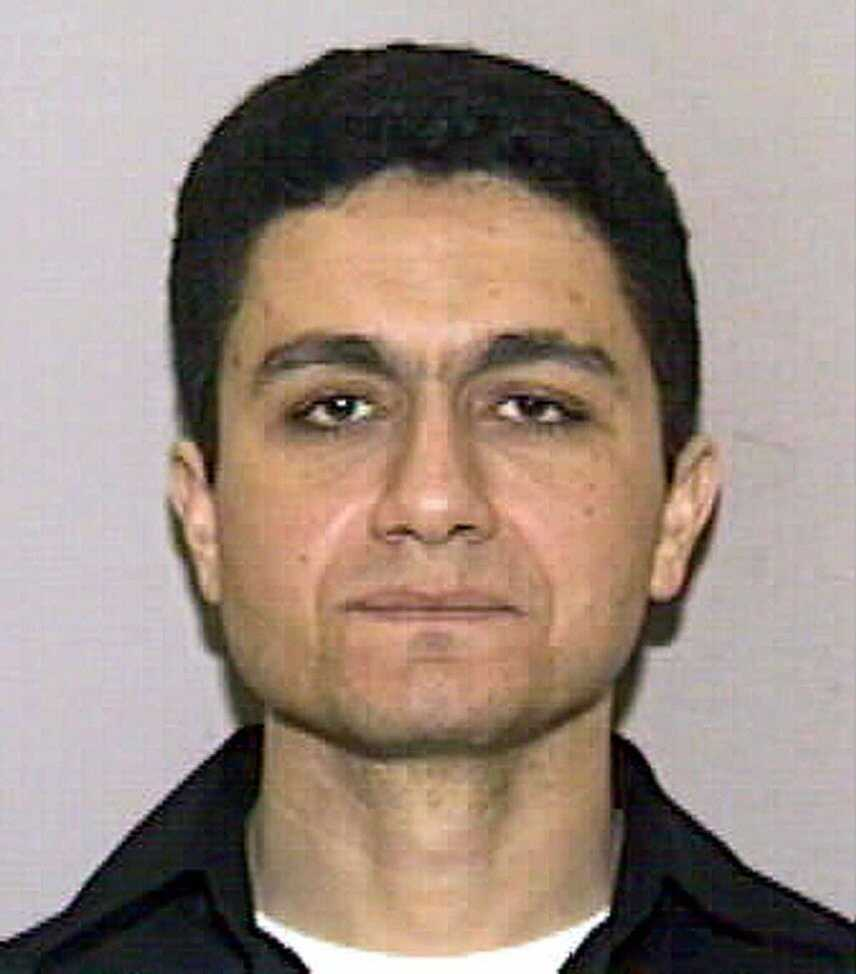
Mohamed Atta, responsabile operativo degli attacchi, morto nell'impatto del volo American Airlines 11

Gli attentatori dell'11 settembre appartenevano al gruppo al-Qa'ida guidato da Osama bin Laden e gli attacchi sono il risultato degli obiettivi formulati nella fatwā emessa dallo stesso Osama bin Laden oltre che Ayman al-Zawahiri, Abū Yāsir Rifāʿī Aḥmad Ṭāhā, Mir Hamza e Fazlur Rahman, la quale dichiarava che fosse «dovere di ogni musulmano [...] uccidere gli americani in qualunque luogo».

### Al-Qāʿida
L'origine di al-Qāʿida risale al 1979, anno dell'invasione sovietica dell'Afghanistan; poco dopo l'invasione, Osama bin Laden si recò in Afghanistan per collaborare con l'organizzazione dei mujahidin arabi e alla creazione di Maktab al-Khidamat, una formazione il cui scopo era quello di raccogliere fondi e assoldare mujaheddin stranieri per resistere all'Unione Sovietica. Nel 1989, con il ritiro delle forze sovietiche dal conflitto afghano, il Maktab al-Khidamat si trasformò in una "forza di intervento rapido" del jihād contro i nemici del mondo islamico.
Sotto l'influenza di Ayman al-Zawahiri, bin Laden assunse posizioni più radicali. Nel 1996, bin Laden promulgò la prima fatwā, con la quale intendeva allontanare i soldati statunitensi dall'Arabia Saudita. In una seconda fatwa diffusa nel 1998, bin Laden avanzò obiezioni sulla politica estera statunitense nei riguardi di Israele, come pure sulla presenza di truppe statunitensi in Arabia Saudita anche dopo la fine della guerra del Golfo. Bin Laden citò testi dell'Islam per esortare ad azioni di forza contro soldati e civili statunitensi fin quando i problemi sollevati non fossero risolti, notando che «durante tutta la storia dei popoli islamici, gli ʿulamāʾ hanno unanimemente affermato che il jihād è un dovere individuale se il nemico devasta i paesi musulmani».

### Organizzazione degli attacchi

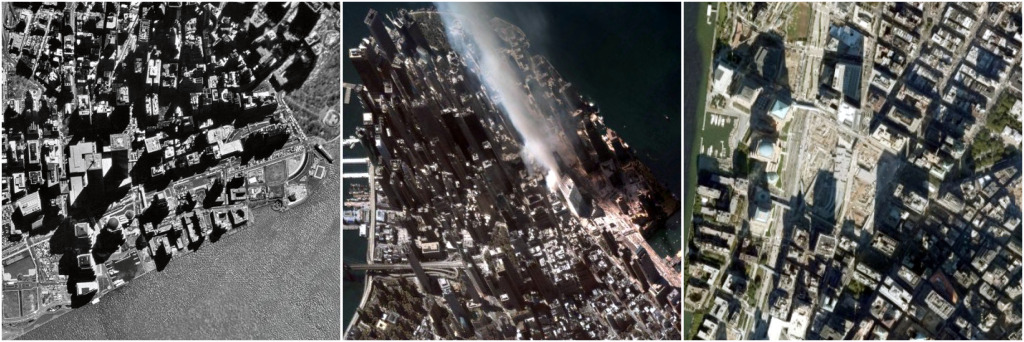
Prima, durante e dopo l'attentato dell'11 settembre 2001

Fu anche coinvolto nella scelta dei partecipanti all'attentato, tanto che fu lui a scegliere Mohamed Atta come il capo dei dirottatori. Khālid Shaykh Muḥammad fornì il supporto operativo, selezionando gli obiettivi e organizzando i viaggi per i dirottatori - quasi ventisette membri di al-Qāʿida tentarono di entrare negli Stati Uniti d'America per prendere parte agli attacchi dell'11 settembre -; bin Lāden modificò alcune decisioni di Khālid Shaykh Muḥammad, respingendo alcuni potenziali obiettivi come la U.S. Bank Tower di Los Angeles.
La National Commission on Terrorist Attacks upon the United States (Commissione Nazionale sugli Attacchi Terroristici contro gli Stati Uniti) fu formata dal governo degli Stati Uniti ed è comunemente nota come 9/11 Commission; il 22 luglio 2004 la commissione rilasciò un rapporto nel quale concludeva che gli attacchi erano stati progettati e messi in atto da membri di al-Qāʿida. La commissione affermò che «gli organizzatori dell'attentato dell'11 settembre spesero in totale tra 400 000 e 500 000 dollari per progettare e mettere in atto il loro attentato, ma che la precisa origine dei fondi utilizzati per eseguire gli attacchi è rimasta sconosciuta».

### Dirottatori

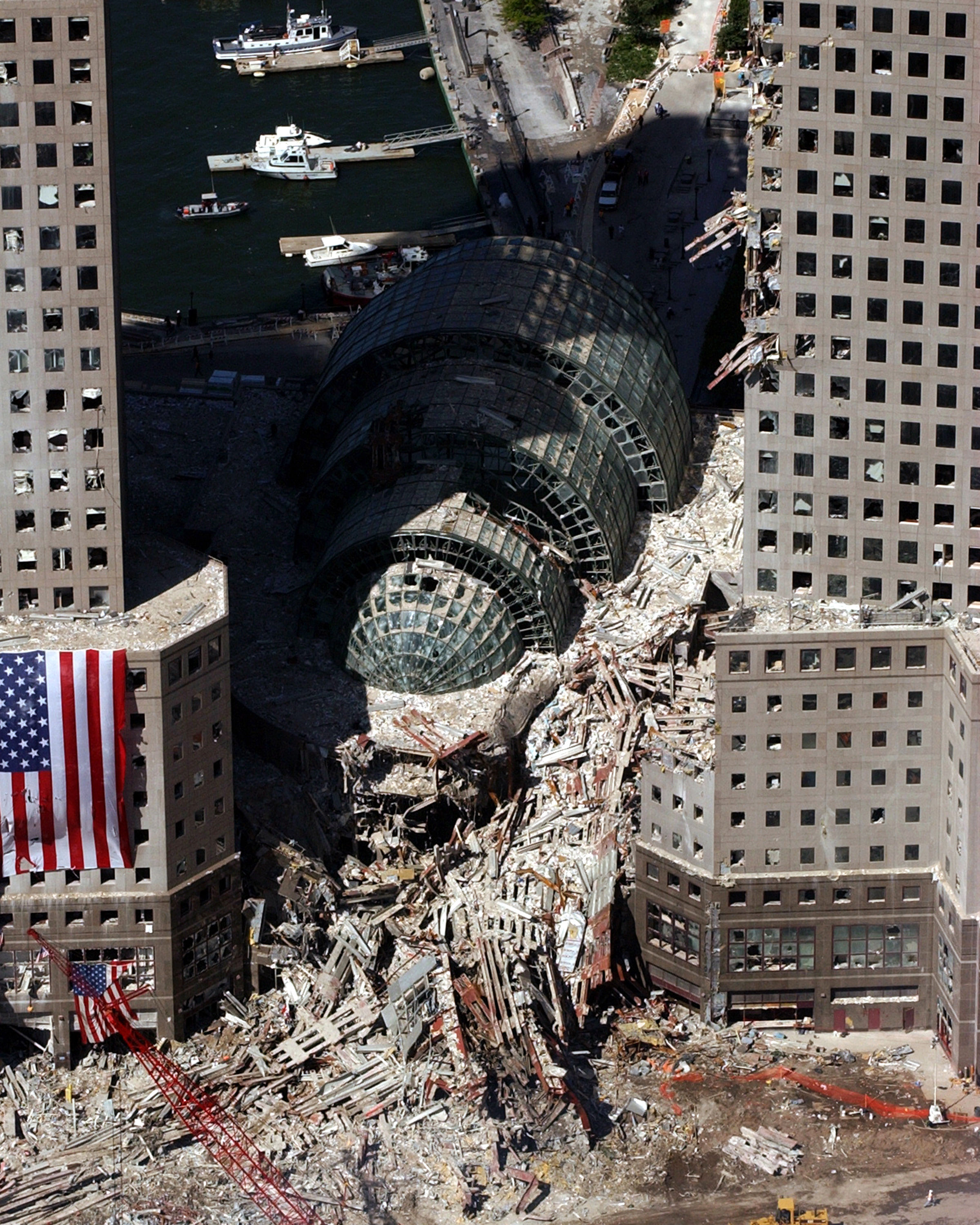
Gli edifici intorno al World Trade Center furono gravemente danneggiati dai detriti e dalla caduta delle Torri gemelle

Quindici dirottatori provenivano dall'Arabia Saudita, due dagli Emirati Arabi Uniti, uno dall'Egitto e uno dal Libano. In contrasto con il consueto profilo degli attentatori suicidi, i dirottatori erano adulti maturi e ben istruiti, le cui visioni del mondo erano ben formate. Dopo alcune ore dagli attacchi, l'FBI fu in grado di determinare i nomi e, in molti casi, i dettagli personali dei sospetti piloti e dirottatori. Il bagaglio di Mohamed Atta, che non fu trasbordato dal suo volo da Portland sul volo 11, conteneva documenti che rivelarono l'identità di tutti i 19 dirottatori e altri importanti indizi sui loro piani, sulle loro intenzioni e sui loro precedenti. Il giorno degli attacchi, la National Security Agency intercettò delle comunicazioni che portavano a Osama bin Laden, come avevano fatto i servizi segreti tedeschi.
Il 27 settembre 2001, l'FBI rese pubbliche le foto dei diciannove dirottatori, assieme alle informazioni sulle possibili nazionalità e nomi falsi di molti. Le indagini dell'FBI sugli attacchi, note come "PENTTBOM", furono le più vaste e complesse nella storia dell'ente, coinvolgendo più di 7 000 agenti speciali. Il governo degli Stati Uniti determinò che al-Qāʿida, diretta da Osama bin Lāden, era responsabile per gli attacchi, con l'FBI che affermò che «le prove che mettono in relazione al-Qāʿida e bin Lāden agli attacchi dell'11 settembre sono chiare e irrefutabili»; Il governo del Regno Unito raggiunse la stessa conclusione.
La dichiarazione di una guerra santa contro gli Stati Uniti d'America e la fatwā firmata da Osama bin Lāden e altri nel 1996, in cui si chiedeva l'uccisione di civili statunitensi, sono viste come indizi del suo movente negli attacchi dell'11 settembre da parte degli investigatori. Inizialmente bin Lāden negò il proprio coinvolgimento negli attacchi, per poi ammetterlo. Il 16 settembre 2001, bin Lāden negò ogni coinvolgimento negli attacchi leggendo una dichiarazione trasmessa dal canale satellitare del Qatar Al Jazeera: «Sottolineo che non ho attuato questo gesto, che sembra essere stato portato avanti da individui con motivazioni proprie»; questa smentita fu trasmessa dalle testate giornalistiche statunitensi e mondiali. Nel novembre 2001 forze statunitensi recuperarono una registrazione in una casa distrutta a Jalālābād, in Afghanistan, in cui bin Lāden parla a Khāled al-Ḥarbī: nella videoregistrazione bin Lāden ammette di aver saputo in anticipo degli attacchi. La registrazione fu trasmessa da varie emittenti giornalistiche a partire dal 13 dicembre 2001; la distorsione delle immagini è stata attribuita ad artefatti causati dalla copia del nastro. Il 27 dicembre 2001 fu pubblicato un secondo video di bin Lāden, in cui affermava che «il terrorismo contro gli Stati Uniti merita di essere lodato perché fu una risposta a un'ingiustizia, avente lo scopo di forzare gli Stati Uniti a interrompere il suo sostegno a Israele, che uccide la nostra gente», senza però ammettere la responsabilità degli attacchi. Poco prima delle elezioni presidenziali statunitensi del 2004, bin Lāden rivendicò pubblicamente, con una registrazione video, il coinvolgimento di al-Qāʿida negli attacchi agli Stati Uniti, ammettendo il proprio legame diretto con gli attentati; affermò che gli attacchi erano stati portati perché «siamo liberi [...] e vogliamo riottenere libertà per la nostra nazione. Così come voi indebolite la nostra sicurezza noi indeboliamo la vostra». Osama bin Lāden afferma di aver personalmente diretto i 19 dirottatori: nel video afferma che «concordammo assieme al comandante Muhammad Atta, che Allah abbia pietà di lui, che tutte le operazioni avrebbero dovuto essere completate in venti minuti, prima che Bush e la sua amministrazione se ne accorgessero». Un altro video ottenuto da Al Jazeera nel settembre 2006 mostra Osama bin Lāden con Ramzi bin al-Shibh – il più delle volte scritto Ramzi Binelshibh – e due dirottatori, Hamza al-Ghamdi e Wa'il al-Shehri, mentre preparano gli attacchi.

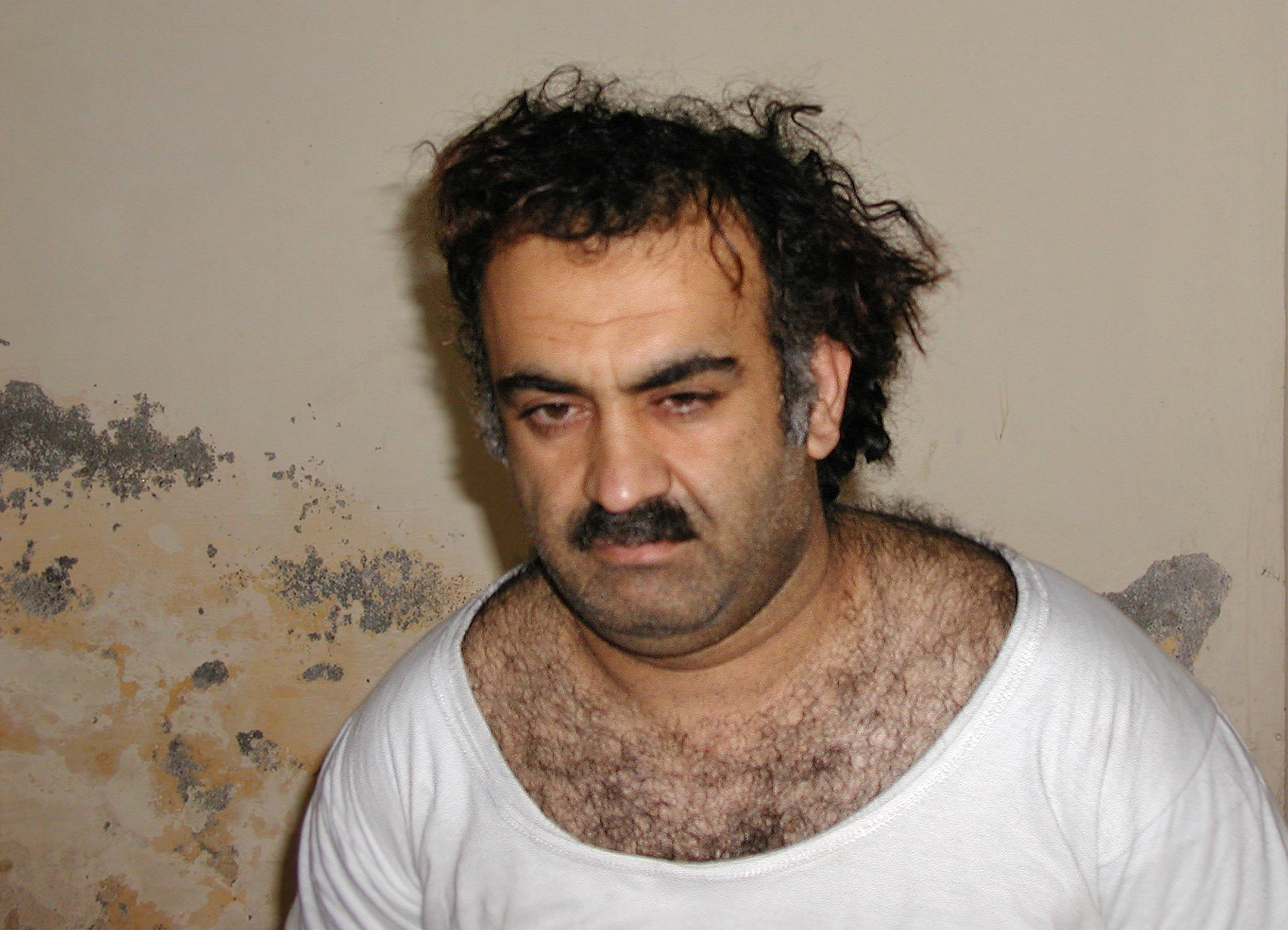
Khalid Shaykh Muhammad dopo la sua cattura in Pakistan

In un'intervista del 2002 con il giornalista di al Jazeera Yosri Foda, Khalid Shaykh Muhammad ammise il proprio coinvolgimento nella "operazione del santo Martedì", assieme a Ramzi bin al-Shibh. Il Rapporto della Commissione sull'11 settembre ha determinato che l'animosità di Khalid Shaykh Muhammad, il «principale architetto» degli attacchi dell'11 settembre, verso gli Stati Uniti ebbe origine «non dalla sua esperienza di studente fatta lì, ma piuttosto dalla sua violenta opposizione alla politica estera statunitense in favore di Israele». Mohammed Atta condivideva le stesse motivazioni di Khalid Shaykh Muhammad. Ralph Bodenstein, un ex-compagno di classe di Atta, lo descrisse come «molto imbevuto, veramente, [di idee] sulla difesa, da parte degli Stati Uniti, di queste politiche israeliane nella regione». ʿAbd al-ʿAzīz al-ʿUmarī, dirottatore del volo 11 assieme a Mohamed Atta, affermò nel suo testamento video: «il mio gesto è un messaggio per coloro che mi hanno ascoltato e per coloro che mi hanno visto e, allo stesso tempo, è un messaggio agli infedeli, affinché lasciate la Penisola arabica sconfitti e che smettiate di dare una mano ai codardi ebrei in Palestina». Khalid Shaykh Muhammad fu arrestato il 1º marzo 2003 a Rawalpindi, in Pakistan, per poi essere detenuto definitivamente nel campo di detenzione di Guantanamo Bay, a Cuba. Durante le udienze condotte dagli Stati Uniti nel marzo 2007, che sono state «ampiamente criticate da avvocati e gruppi per i diritti umani in quanto falsi tribunali», Muhammad confessò nuovamente la propria responsabilità per gli attacchi: «ero il responsabile dell'operazione dell'11 settembre, dalla A alla Z».
Nel "Sostituto di testimonianza di Khalid Shaykh Muhammad" del processo a Zakariyya Musawi, cinque persone furono identificate come quelle che conoscevano tutti i dettagli dell'operazione: Osama bin Laden, Khalid Shaykh Muhammad, Ramzi bin al-Shibh, Abu Turab al-Urdunni e Mohammed Atef. Fino al 2008, solo le figure di contorno furono processate o condannate in relazione agli attacchi; bin Lāden non fu ancora formalmente accusato degli attentati. Il 26 settembre 2005, la Audiencia Nacional de España, corte nazionale spagnola, diretta dal giudice Baltasar Garzón, condannò Abu Dahdah a ventisette anni di prigione per cospirazione riguardo agli attentati dell'11 settembre e in qualità di membro dell'organizzazione terroristica al-Qāʿida. Allo stesso tempo, altri diciassette membri di al-Qāʿida ricevettero condanne tra i sei e gli undici anni. Il 16 febbraio 2006, la corte suprema spagnola ridusse la pena di Abu Dahdah a dodici anni, in quanto considerò non provata la sua partecipazione alla cospirazione.
Per la prima volta nella storia, tutti i velivoli civili degli Stati Uniti e di altri Paesi (come il Canada), che non effettuavano servizi di emergenza, furono immediatamente fatti atterrare, recando grossi disagi a decine di migliaia di passeggeri in tutto il mondo. La Federal Aviation Administration chiuse i cieli statunitensi a tutti i voli internazionali, obbligando gli aerei a dirigersi su aeroporti di altri paesi; il Canada fu uno dei paesi maggiormente toccati da questo fenomeno e lanciò l'Operazione Nastro Giallo per gestire l'enorme numero di aerei a terra e di passeggeri bloccati negli aeroporti.
Il Consiglio della NATO dichiarò che gli attacchi agli Stati Uniti erano considerati un attentato a tutti i Paesi della Nato e che, in quanto tali, soddisfacevano l'Articolo 5 del trattato NATO. Subito dopo gli attacchi, l'amministrazione Bush dichiarò la Guerra al terrorismo, con l'obiettivo dichiarato di portare Osama bin Laden e al-Qāʿida davanti alla giustizia e di prevenire la costituzione di altre reti terroristiche. I mezzi previsti per perseguire questi obiettivi includevano sanzioni economiche e interventi militari contro gli Stati che avessero dato l'impressione di ospitare terroristi, aumenti dell'attività di sorveglianza su scala globale e condivisione delle informazioni ottenute dai servizi segreti. L'invasione statunitense dell'Afghanistan (2001) e il rovesciamento del governo dei Talebani da parte di una coalizione guidata dagli Stati Uniti fu la seconda operazione della guerra effettuata al di fuori dei confini statunitensi, in ordine di grandezza la più vasta tra quelle direttamente collegate al terrorismo. Gli Stati Uniti non furono l'unica nazione ad aumentare la propria preparazione militare: stati come le Filippine e l'Indonesia dovevano infatti affrontare le minacce portate dal terrorismo islamista interno. Subito dopo, alcuni esponenti dell'amministrazione statunitense specularono sul coinvolgimento di Saddam Hussein, il presidente iracheno, con al-Qāʿida. Questi sospetti si rivelarono successivamente infondati, ma quest'associazione contribuì a far accettare all'opinione pubblica l'invasione dell'Iraq del 2003.

## Conseguenze
Le conseguenze degli attentati dell'11 settembre includono risposte immediate all'evento, tra cui reazioni interne, crimini d'odio, reazioni dei musulmani residenti negli USA, reazioni internazionali e militari. In seguito fu rapidamente istituito al Congresso un vasto programma di risarcimento per compensare le vittime e le famiglie delle vittime degli attentati dell'11 settembre.

### Risposta immediata

Il presidente George W. Bush venne informato degli attacchi a Sarasota, in Florida

Alle 8:32 del mattino fu comunicato agli ufficiali della FAA che il volo 11 era stato dirottato e loro, a loro volta, notificarono il Comando di difesa aerospaziale nordamericano (NORAD). Il NORAD fece decollare due F-15 dalla base della guardia nazionale aerea di Otis in Massachusetts che presero il volo alle 8:53. A causa della comunicazione lenta e confusa dei funzionari della FAA, il NORAD ebbe 9 minuti di preavviso che il volo 11 fosse stato dirottato e nessun avviso sugli altri voli prima dell'incidente. Dopo che entrambe le Torri Gemelle furono colpite, altri caccia decollarono dalla base aeronautica di Langley in Virginia alle 9:30. Alle 10:20 il vicepresidente Dick Cheney ordinò di abbattere qualsiasi aereo commerciale che potesse essere identificato come dirottato. Queste istruzioni non furono trasmesse in tempo perché i combattenti potessero agire. Alcuni caccia decollarono senza munizioni, sapendo che, per evitare che i dirottatori colpissero i loro bersagli, i piloti avrebbero dovuto intercettare e far schiantare i loro caccia contro gli aerei dirottati, eventualmente lanciandosi all'ultimo momento.
Per la prima volta nella storia degli Stati Uniti, venne invocato lo SCATANA, bloccando così decine di migliaia di passeggeri in tutto il mondo. Ben Sliney, nel suo primo giorno come National Operations Manager della FAA, ordinò che lo spazio aereo americano fosse chiuso a tutti i voli internazionali, causando il respingimento o il reindirizzamento di circa cinquecento voli verso altri Paesi. Il Canada ricevette 226 dei voli deviati e lanciò l'Operazione Nastro Giallo per far fronte al gran numero di aerei a terra e passeggeri bloccati.
Gli attacchi dell'11/9 ebbero effetti immediati sul popolo statunitense. Molti poliziotti e soccorritori di tutto il Paese si congedarono dal proprio lavoro per recarsi a New York, per aiutare a recuperare i corpi dai resti contorti delle Torri Gemelle. Le donazioni di sangue negli Stati Uniti aumentarono nelle settimane successive all'11 settembre.
La morte di adulti negli attacchi causò la perdita di un genitore per oltre 3.000 bambini. Studi successivi documentarono le reazioni dei bambini a queste perdite effettive e alle temute perdite di vite umane, all'ambiente protettivo a seguito degli attacchi e agli effetti dei lavori di cura sui sopravvissuti.

### Reazioni dell'opinione pubblica statunitense

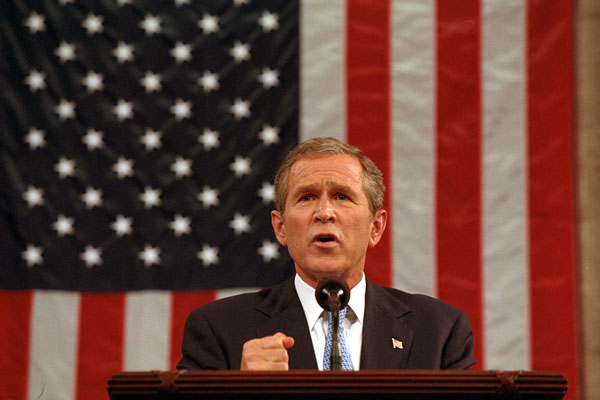
Discorso del presidente George W. Bush davanti a una seduta congiunta del Congresso degli Stati Uniti d'America, 20 settembre 2001

A seguito degli attentati, l'indice di gradimento del presidente Bush salì fino all'86%. Il 20 settembre 2001 il Presidente degli Stati Uniti parlò alla nazione e a una seduta congiunta del Congresso, esponendo gli eventi del giorno degli attacchi, i successivi nove giorni di sforzi di salvataggio e ricostruzione e la sua risposta agli eventi. Anche il sindaco di New York Rudolph Giuliani ottenne un notevole gradimento a livello locale e nazionale in virtù del ruolo svolto. Molti fondi furono immediatamente aperti per assistere finanziariamente i sopravvissuti e le famiglie delle vittime degli attacchi; al termine ultimo per la compensazione delle vittime, l'11 settembre 2003, erano state ricevute 2.833 richieste dalle famiglie delle vittime. Subito dopo gli attacchi furono messi in atto i piani d'emergenza per l'evacuazione dei governanti e per la continuità del governo (la serie di atti necessari a garantire la prosecuzione delle funzioni governative in caso di attacco nucleare o simile). Il fatto che gli Stati Uniti fossero in una condizione di continuità del Governo fu però comunicato al Congresso solo nel febbraio 2002. Il Congresso passò l'Homeland Security Act del 2002, che istituì il Department of Homeland Security, la maggiore ristrutturazione dell'Amministrazione statunitense nella storia contemporanea. Il Congresso passò anche lo USA PATRIOT Act, affermando che sarebbe stato utile a individuare e perseguire il terrorismo e altri crimini; i gruppi per le libertà civili hanno però criticato il PATRIOT Act, affermando che esso permette agli organi di polizia di invadere la vita privata dei cittadini e che elimina il controllo da parte della magistratura sulla polizia e sui servizi segreti interni. L'amministrazione Bush indicò gli attacchi dell'11 settembre per giustificare l'inizio di un'operazione segreta della National Security Agency volta a «intercettare comunicazioni via telefono ed e-mail tra gli Stati Uniti e persone all'estero senza mandato».

#### Crimini d'odio

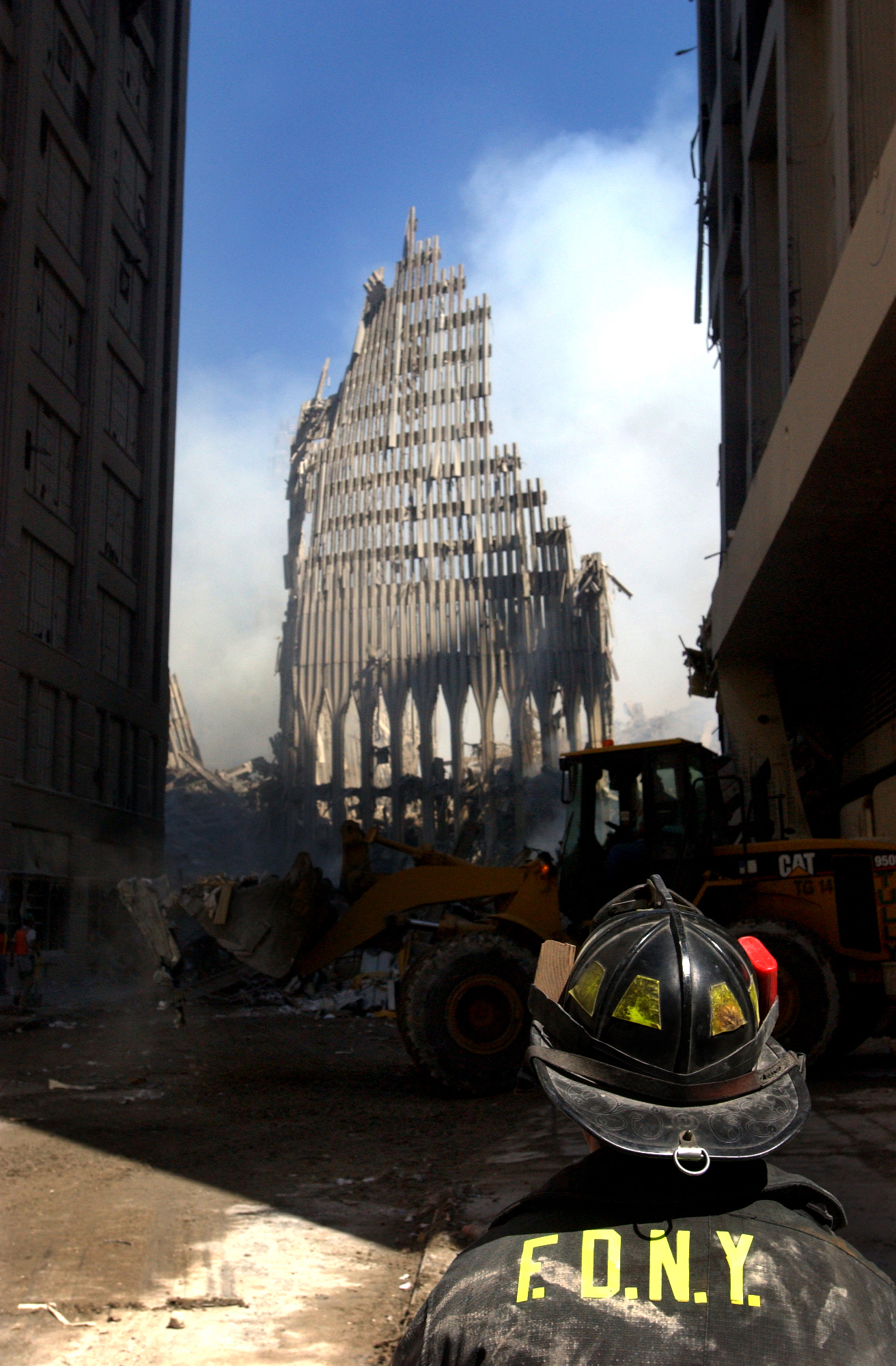
Un vigile del fuoco di New York osserva i resti della Torre Sud

Furono riportati numerosi incidenti di molestie e crimini d'odio contro mediorientali e persone "dall'aspetto mediorientale": si sono contati 645 episodi di violenza razziale nella settimana successiva agli attentati, saliti a 1.600 nell'anno successivo; secondo Human Rights Watch, le modalità in cui queste violenze si espressero furono omicidi, assalti, incendi, vandalismi in luoghi di culto, danni alle proprietà private, minacce di morte e molestie in pubblico.
Furono coinvolti particolarmente Sikh, in quanto gli uomini sikh vestono un turbante, elemento essenziale dello stereotipo del musulmano negli Stati Uniti. Vi furono abusi verbali, attacchi a moschee e altre costruzioni religiose (tra cui un tempio induista) e aggressioni, tra cui un omicidio: Balbir Singh Sodhi, un Sikh, fu ucciso il 15 settembre, dopo essere stato scambiato per un musulmano.
A seguito degli attacchi, 80 000 arabi e immigrati musulmani furono registrati e le loro impronte digitali schedate in base all'Alien Registration Act del 1940. Ottomila arabi e musulmani furono interrogati e cinquemila stranieri furono detenuti secondo la Joint Congressional Resolution 107-40, che autorizzava l'uso delle forze armate «per scoraggiare e prevenire atti di terrorismo internazionale contro gli Stati Uniti».

#### Risposta dei musulmano-americani
Le organizzazioni musulmane negli Stati Uniti si affrettarono a condannare gli attentati e invitarono "i musulmani americani a farsi avanti con le loro capacità e risorse per aiutare ad alleviare le sofferenze delle persone colpite e delle loro famiglie". Queste organizzazioni includevano la Società islamica del Nord America, l'Alleanza musulmana americana, il Consiglio musulmano-americano, il Consiglio per le relazioni americano-islamiche, il Circolo islamico del Nord America e la Shari'a Scholars Association of North America. Insieme alle donazioni monetarie, molte organizzazioni islamiche lanciarono raccolte di sangue e fornirono assistenza medica, cibo e riparo alle vittime.

### Risposta internazionale

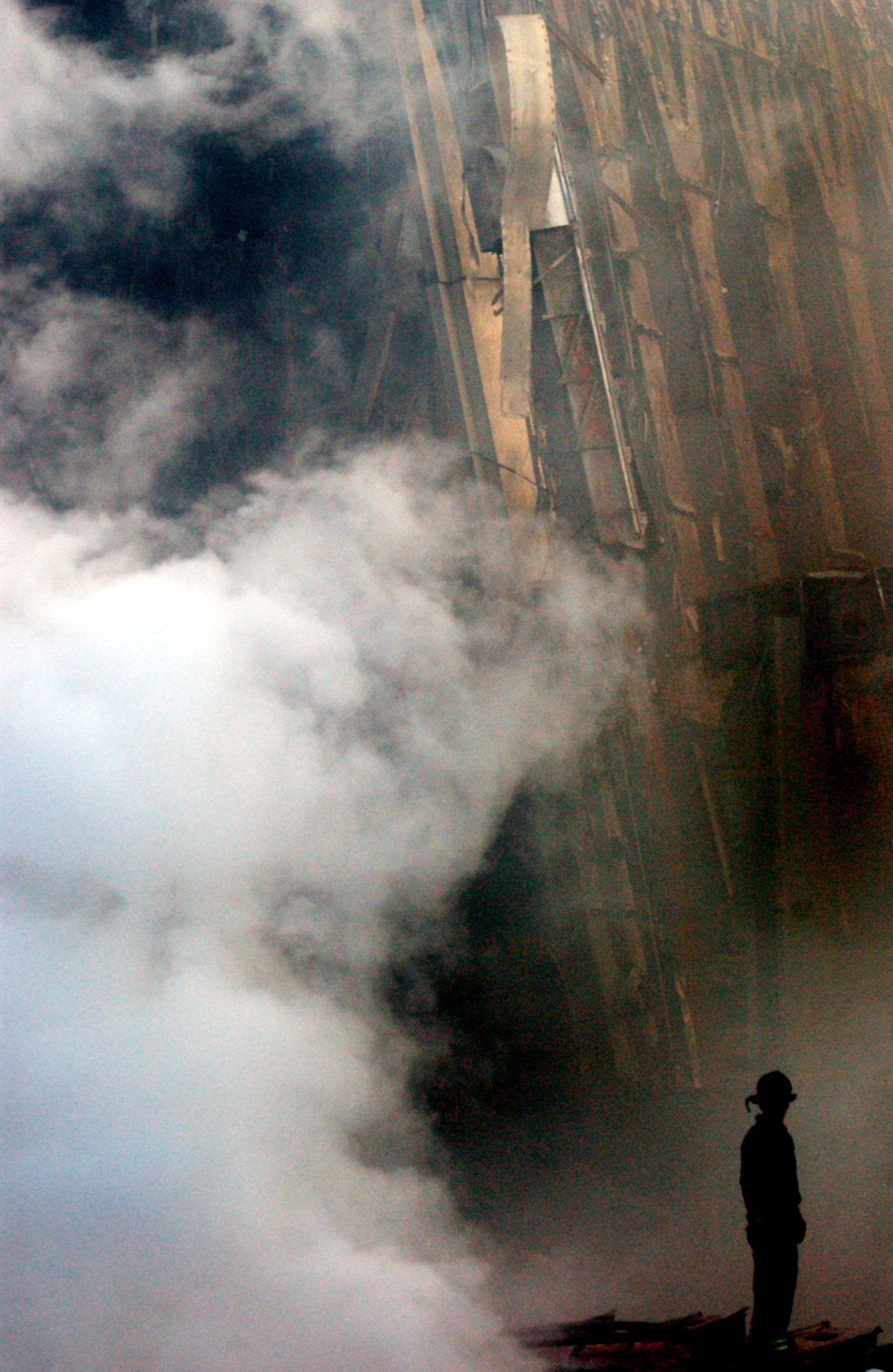
Un vigile del fuoco solitario in piedi tra i detriti e il fumo a New York

Gli attacchi furono condannati da governi di tutto il mondo e molte nazioni offrirono aiuti e solidarietà. I governanti della maggior parte dei Paesi del Medio Oriente, incluso l'Afghanistan, condannarono gli attacchi. L'Iraq fece eccezione, in quanto diffuse immediatamente una dichiarazione in cui si affermava che «i cowboys americani stavano cogliendo il frutto dei loro crimini contro l'umanità». Un'altra eccezione, molto evidenziata dai mass media, furono i festeggiamenti da parte di alcuni Palestinesi, nonostante il presidente dell'Autorità Nazionale Palestinese (ANP), Yasser Arafat, avesse condannato gli attacchi. Come negli Stati Uniti, le conseguenze degli attacchi videro aumentare le tensioni in altri Paesi tra musulmani e non musulmani. Circa un mese dopo gli attacchi, gli Stati Uniti d'America guidarono una vasta coalizione nell'invasione dell'Afghanistan, allo scopo di rovesciare il governo dei Talebani, accusati di ospitare al-Qāʿida. Le autorità del Pakistan si schierarono nettamente al fianco degli Stati Uniti contro i Talebani e al-Qāʿida: i pakistani misero a disposizione degli Stati Uniti diversi aeroporti militari e basi per gli attacchi contro il governo talebano e arrestarono più di 600 presunti membri di al-Qāʿida, che poi consegnarono agli statunitensi.
La risoluzione 1368 del Consiglio di sicurezza delle Nazioni Unite condannò gli attacchi ed espresse la disponibilità a prendere tutte le misure necessarie per rispondere e combattere tutte le forme di terrorismo in conformità con la propria Carta. Diversi Paesi - tra cui Regno Unito, India, Australia, Francia, Germania, Indonesia, Cina, Canada, Russia, Pakistan, Giordania, Mauritius, Uganda e Zimbabwe - promulgarono legislazioni "antiterroristiche" e congelarono i conti in banca di persone che sospettavano avessero legami con al-Qāʿida. I servizi segreti e le forze di polizia di alcuni Paesi - tra cui Italia, Malaysia, Indonesia e Filippine - arrestarono persone che indicavano come sospetti terroristi con lo scopo dichiarato di distruggere le cellule terroristiche in tutto il mondo.
Negli Stati Uniti questi fatti generarono alcune controversie; critici come il Bill of Rights Defense Committee affermarono che le tradizionali limitazioni sul potere di sorveglianza federale (come il controllo degli assembramenti pubblici del COINTELPRO) erano stati "smantellati" dallo USA PATRIOT Act. Organizzazioni per le libertà civili come la American Civil Liberties Union e il gruppo di pressione "Liberty" affermarono che anche alcune protezioni dei diritti civili erano state aggirate. Gli Stati Uniti aprirono un centro di detenzione nella baia di Guantánamo, a Cuba, per detenervi quelli che definirono "combattenti nemici illegittimi". La legittimità di tali detenzioni è stata messa in discussione dall'Unione europea, dall'Organizzazione degli Stati Americani e da Amnesty International, tra gli altri.
All'indomani degli attacchi, decine di migliaia di persone tentarono di fuggire dall'Afghanistan a causa della possibilità di una rappresaglia militare da parte degli Stati Uniti. Il Pakistan, già casa di numerosi rifugiati afgani per via dei precedenti conflitti, chiuse il confine con l'Afghanistan il 17 settembre 2001. Circa un mese dopo gli attacchi, gli Stati Uniti guidarono un'ampia coalizione di forze internazionali per rovesciare il regime talebano dall'Afghanistan per aver ospitato al-Qāʿida. Sebbene le autorità pakistane inizialmente fossero riluttanti ad allinearsi con gli Stati Uniti contro i talebani, permisero alla coalizione di accedere alle proprie basi militari e arrestarono e consegnarono agli Stati Uniti oltre 600 sospetti membri di al-Qaeda.
Il Primo ministro britannico Tony Blair affermò che la Gran Bretagna fosse "spalla a spalla" con gli Stati Uniti. Pochi giorni dopo, Blair volò a Washington, per affermare la solidarietà britannica con gli Stati Uniti. In un discorso al Congresso, nove giorni dopo gli attacchi, a cui Blair partecipò come ospite, il presidente Bush dichiarò "L'America non ha un amico più vero della Gran Bretagna". Successivamente, il Primo ministro Blair intraprese due mesi di diplomazia per raccogliere il sostegno internazionale all'azione militare (54 incontri con i leader mondiali e percorse più di 60 000 km).
Il 25 settembre 2001, il quinto presidente dell'Iran, Mohammad Khatami incontrò il ministro degli Esteri britannico, Jack Straw, e disse: "L'Iran comprende pienamente i sentimenti degli americani riguardo agli attacchi terroristici a New York e Washington l'11 settembre", disse anche che sebbene le amministrazioni americane siano state nella migliore delle ipotesi indifferenti riguardo alle operazioni terroristiche in Iran (dal 1979), gli iraniani invece si sono sentiti diversamente e hanno espresso i loro sentimenti di solidarietà con gli americani in lutto nei tragici incidenti nelle due città. Affermò inoltre che "le nazioni non dovrebbero essere punite al posto dei terroristi". Secondo il sito web di Radio Farda, quando venne resa pubblica la notizia degli attacchi, alcuni cittadini iraniani si radunarono dinanzi all'Ambasciata svizzera a Teheran, che funge da potere di protezione degli Stati Uniti in Iran (Ufficio di protezione degli interessi degli Stati Uniti in Iran), per esprimere la loro simpatia e alcuni di loro accesero candele come simbolo di lutto. Questa notizia di Radio Farda afferma anche che nel 2011, in occasione dell'anniversario degli attacchi, il Dipartimento di Stato degli Stati Uniti pubblicò un post sul suo blog, in cui ringraziava il popolo iraniano per la sua simpatia e che non avrebbe mai dimenticato la gentilezza del popolo iraniano in quei giorni difficili. Dopo gli attacchi, sia il presidente sia il leader supremo dell'Iran condannarono gli attacchi. La BBC e il Time pubblicarono rapporti sui siti web iraniani, che invitavano i propri cittadini a tenere veglie a lume di candela per le vittime. Secondo il Politico Magazine, a seguito degli attacchi, Sayyed Ali Khamenei, il leader supremo dell'Iran, "sospese temporaneamente le solite cantilene di "Death to America" ("Morte all'America") alle preghiere del venerdì".
In un discorso dell'Imam ismaelita al Nobel Institute nel 2005, Karim Aga Khan IV dichiarò che "l'attacco dell'11 settembre contro gli Stati Uniti era una conseguenza diretta della comunità internazionale che ignorava la tragedia umana che era l'Afghanistan in quel momento".
A settembre 2001, poco dopo gli attacchi, tifosi di calcio greci bruciarono una bandiera israeliana e tentarono senza successo di bruciare una bandiera statunitense. Oltre a ciò, i tifosi fischiarono durante un momento di silenzio per le vittime degli attacchi.

### Operazioni militari
Alle 2:40 del pomeriggio dell'11 settembre, il segretario alla Difesa Donald Rumsfeld stava impartendo rapidi ordini ai suoi aiutanti per cercare prove del coinvolgimento iracheno. Secondo le note prese dal funzionario della politica Stephen Cambone, Rumsfeld chiese: "Le migliori informazioni in fretta. Valuta se SH [Saddam Hussein] ha colpito abbastanza bene allo stesso tempo. Non solo UBL" [Osama bin Laden]. Le note di Cambone citavano Rumsfeld che diceva: "Abbiamo la necessità di muoverci rapidamente - e l'esigenza di obiettivi a breve termine - diventiamo massicci - spazziamo via tutto. Cose relative e non." In una riunione a Camp David il 15 settembre, l'amministrazione Bush respinse l'idea di attaccare l'Iraq in risposta all'11 settembre. Tuttavia, in seguito, invasero il Paese con gli alleati, citando "il sostegno di Saddam Hussein al terrorismo". All'epoca ben 7 americani su 10 credevano che il presidente iracheno avesse avuto un ruolo negli attacchi dell'11 settembre. Tre anni dopo, Bush ammise che non fosse vero.

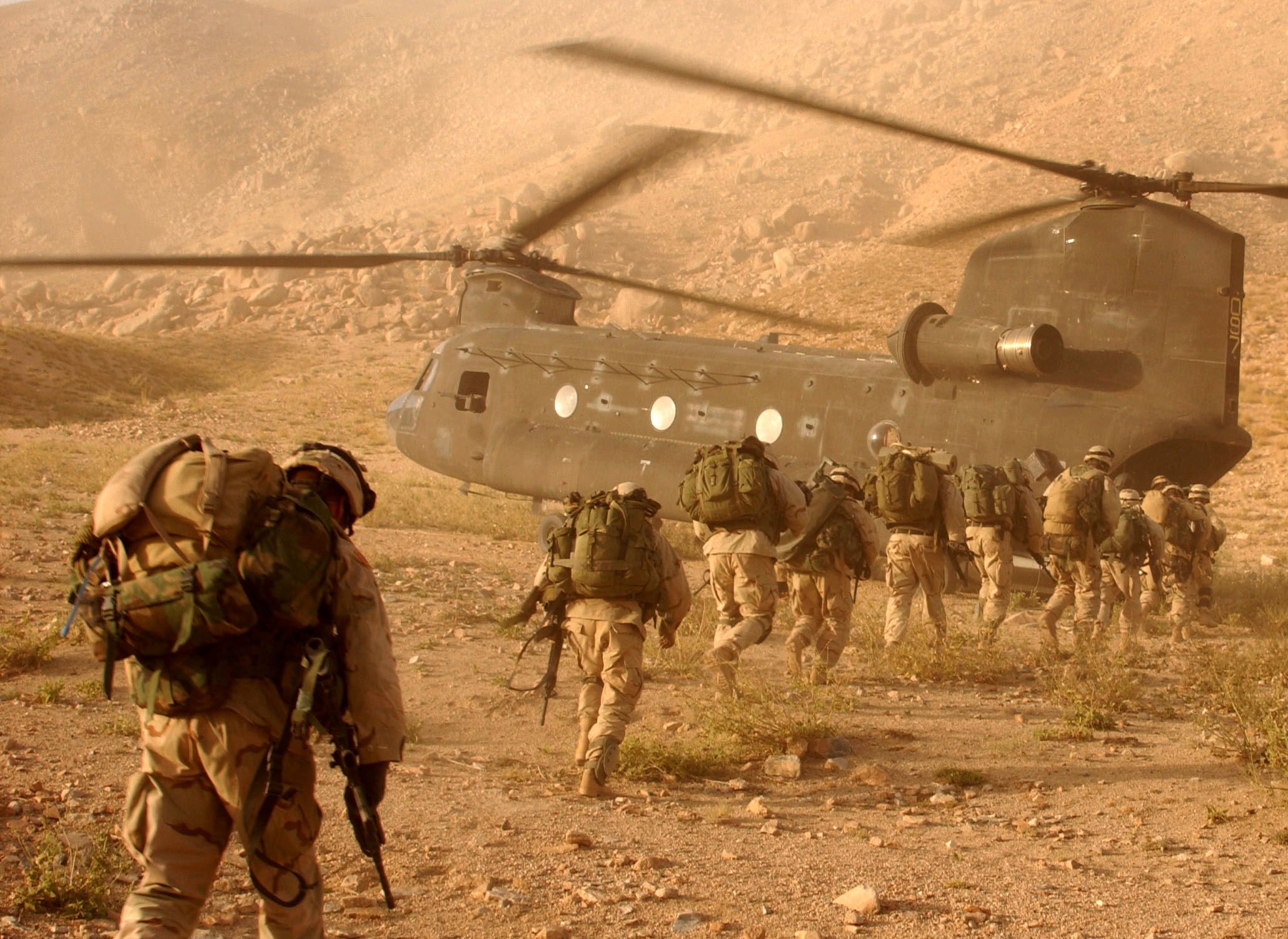
Soldati statunitensi in Afghanistan

Il Consiglio della NATO dichiarò che gli attacchi terroristici contro gli Stati Uniti fossero un attacco a tutte le nazioni della NATO che soddisfacevano l'articolo 5 della Carta della NATO. Ciò segnò la prima invocazione dell'articolo 5, che era stata scritta durante la guerra fredda con l'idea di un attacco dell'Unione Sovietica. Il primo ministro australiano John Howard, che era a Washington, durante gli attacchi, invocò l'articolo IV del trattato ANZUS. L'amministrazione Bush annunciò una guerra al terrorismo, con l'obiettivo dichiarato di consegnare Bin Laden e al-Qāʿida alla giustizia e prevenire l'emergere di altre reti terroristiche. Questi obiettivi sarebbero raggiunti imponendo sanzioni economiche e militari contro gli stati ospitanti di terroristi e aumentando la sorveglianza globale e la condivisione di informazioni.
Il 14 settembre 2001, il Congresso degli Stati Uniti approvò l'autorizzazione all'uso della forza militare contro i terroristi. Ancora in vigore, garantisce al Presidente l'autorità di usare tutta la "forza necessaria e appropriata" contro coloro definiti di aver "pianificato, autorizzato, commesso o aiutato" gli attacchi dell'11 settembre o che avevano ospitato tali persone o gruppi.
Il 7 ottobre 2001, la guerra in Afghanistan iniziò quando le forze statunitensi e britanniche iniziarono campagne di bombardamento aereo contro i talebani e i campi di al-Qāʿida, poi, in seguito, invasero l'Afghanistan con truppe di terra delle forze speciali. Ciò alla fine portò al rovesciamento del dominio talebano in Afghanistan con la caduta di Kandahar il 7 dicembre 2001, da parte delle forze della coalizione a guida statunitense. Il conflitto in Afghanistan tra l'insurrezione talebana e le forze afghane sostenute dall'Operazione Sostegno Risoluto della NATO si è concluso nel 2021 con il ritiro delle truppe statunitensi e della coalizione NATO dall'Afghanistan e la successiva ripresa del potere da parte dei Talebani. Le Filippine e l'Indonesia, tra le altre nazioni con conflitti interni con il terrorismo islamico, aumentarono la loro prontezza militare.
Le forze militari degli Stati Uniti d'America e della Repubblica islamica dell'Iran cooperarono tra loro per rovesciare il regime talebano che aveva avuto conflitti con il governo iraniano. La Forza Quds iraniana aiutò le forze statunitensi e i ribelli afgani nella rivolta del 2001 a Herat.

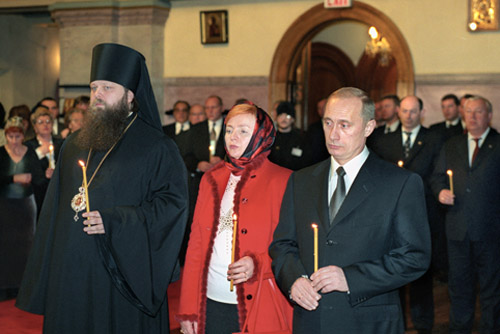
Vladimir Putin (a destra) e sua moglie partecipano a un servizio di commemorazione per le vittime degli attacchi terroristici, 16 novembre 2001.

## Effetti a lungo termine

### Effetti sulla salute
Migliaia di tonnellate di detriti tossici risultanti dal collasso delle Torri gemelle contenevano più di 2.500 contaminanti, tra cui alcuni elementi noti per essere cancerogeni, tra cui amianto. Sono testimoniati diversi casi di malattie debilitanti tra coloro che si occuparono dei soccorsi e dei lavori di rimozione delle macerie, malattie ritenute collegate direttamente all'esposizione ai detriti. Alcune di queste conseguenze sanitarie hanno toccato anche alcuni residenti, studenti e impiegati della Lower Manhattan e della vicina Chinatown. Molti decessi sono stati collegati alla polvere tossica causata dal collasso del World Trade Center e i nomi delle vittime saranno inclusi nel memoriale del WTC. Esistono alcuni studi scientifici che suggeriscono che l'esposizione a diversi prodotti tossici dispersi nell'aria potrebbe avere effetti negativi sullo sviluppo del feto: per questo motivo, un centro studi per la salute ambientale dei bambini sta studiando i figli delle donne incinte all'epoca degli attacchi e che vivevano o lavoravano in prossimità delle torri del WTC. Un totale di 33 000 fra poliziotti, vigili del fuoco, soccorritori e membri della comunità è stato curato per le ferite e le malattie derivanti dall'attentato, fra cui malattie respiratorie, disturbi mentali quali depressione e stress post-traumatico, problemi gastrointestinali e almeno 4 166 casi di cancro. Un maggior numero di poliziotti sono morti di malattie collegate all'attacco che non per il crollo stesso. Il conduttore televisivo Jon Stewart assieme ad altri riuscì a far passare una legge in Congresso nel 2015 che ha esteso in via definitiva la copertura medica dei soccorritori e ha aggiunto altri 5 anni al piano di compensazione delle vittime.

### Conseguenze economiche

La tabella mostra che gli attacchi dell'11 settembre ebbero un effetto importante sull'economia di New York (in rosso), rispetto all'economia generale degli Stati Uniti (in blu).

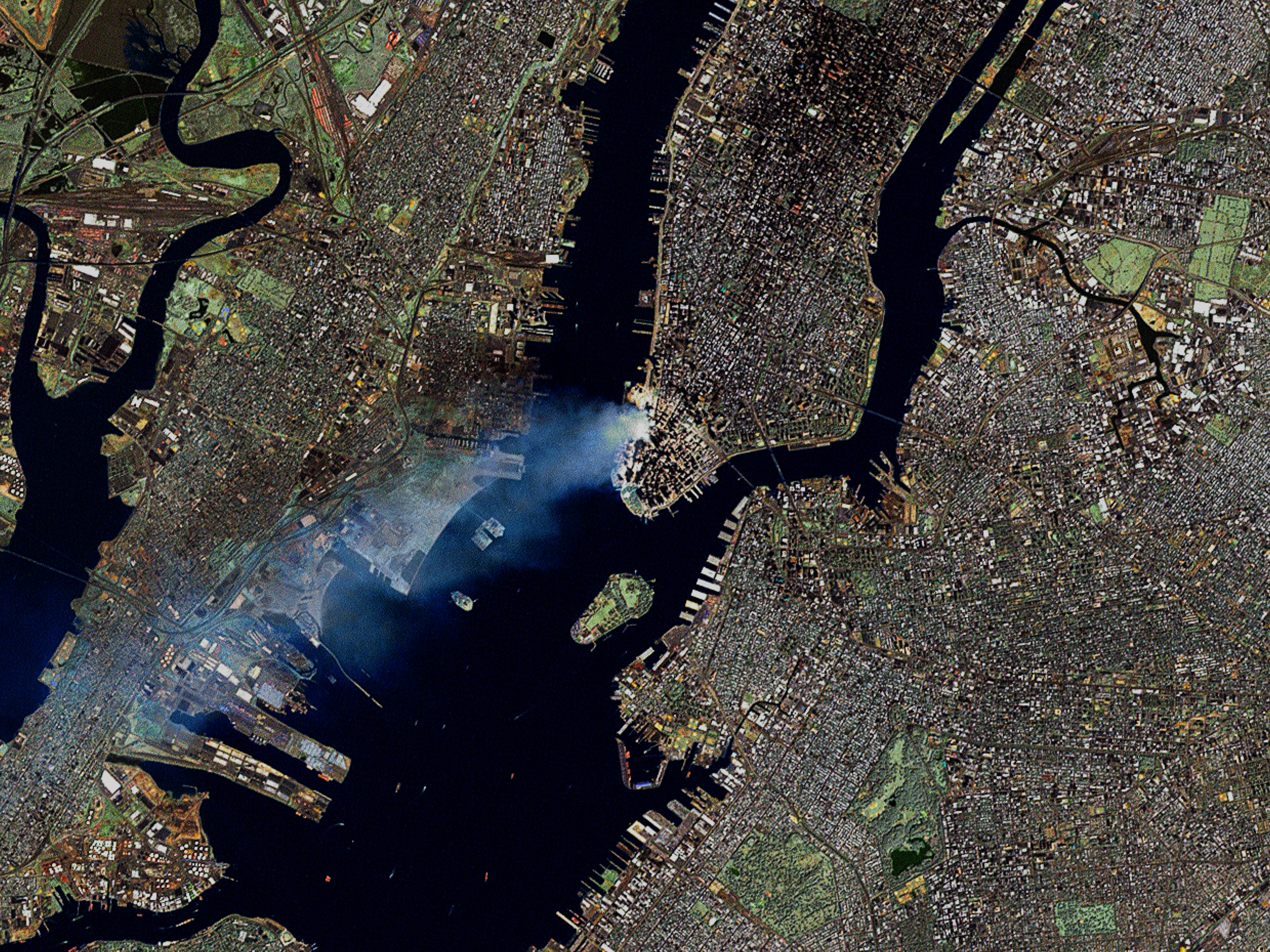
Da Manhattan, il 12 settembre 2001, si sollevava una lunga voluta di fumo

Gli attacchi ebbero un significativo impatto sui mercati finanziari degli Stati Uniti e mondiali. La borsa di New York (New York Stock Exchange, NYSE), l'American Stock Exchange e il NASDAQ non aprirono l'11 settembre e rimasero chiusi fino al 17 settembre. Quando i mercati riaprirono, l'indice Dow Jones precipitò di 684 punti, pari al 7,1%, fino a 8 921, la maggiore flessione mai avuta in un solo giorno. Alla fine della settimana, l'indice Dow Jones era precipitato a 1 369,7 punti (14,3%), la maggiore caduta settimanale della sua storia. Le azioni statunitensi persero 1 400 miliardi di dollari di valore in quella settimana. A New York si contarono circa 430 000 posti di lavoro e 2,8 miliardi di dollari di stipendi persi nei tre mesi seguenti agli attacchi; gli effetti economici si concentrarono sui settori economici delle esportazioni della città. Si stima che la perdita in termini di prodotto interno lordo sperimentata dall'economia newyorkese negli ultimi tre mesi del 2001 e per tutto il 2002 ammonti a 27,3 miliardi di dollari. Il governo federale concesse immediatamente 11,2 miliardi di dollari al governo cittadino nel settembre 2001 e 10,5 miliardi di dollari all'inizio del 2002, per incentivare lo sviluppo economico e la ricostruzione delle infrastrutture.
Gli attacchi ebbero un grosso impatto anche sulle piccole imprese di Lower Manhattan, poste nelle vicinanze del World Trade Center; circa 18 000 di queste imprese furono distrutte o trasferite dopo gli attacchi. L'agenzia federale che gestisce i fondi per le piccole imprese, la Small Business Administration, fornì dei prestiti mentre il governo federale diede assistenza alle piccole imprese danneggiate dagli attacchi tramite il Community Development Block Grants e l'Economic Injury Disaster Loans. Quasi tre milioni di metri quadri di uffici a Lower Manhattan furono danneggiati o distrutti. Gli studi economici sugli effetti degli attacchi hanno confermato che il loro impatto sul mercato degli uffici di Manhattan e su quello dei lavori da ufficio è stato inferiore a quanto previsto, a causa della necessità di un'interazione faccia a faccia nell'ambito dei servizi finanziari.

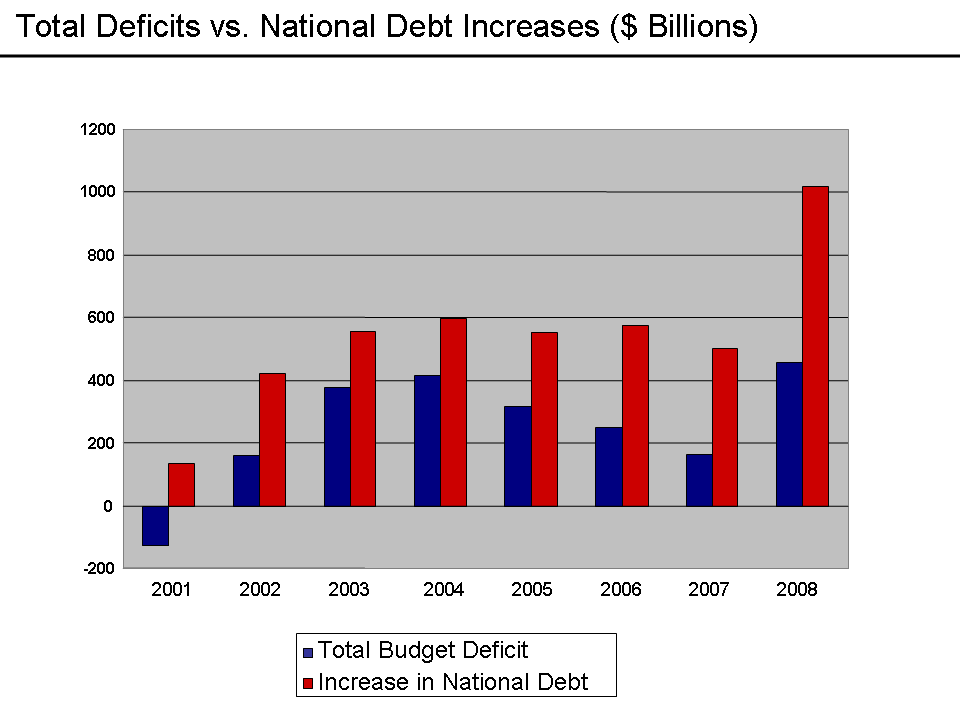
Il bilancio e il debito USA aumentano nel periodo 2001-2008

Lo spazio aereo nordamericano fu chiuso per diversi giorni dopo gli attacchi e i voli di linea sperimentarono un calo dopo la sua riapertura. Gli attacchi causarono un taglio di circa il 20% della capacità di viaggi aerei, esacerbando i problemi delle compagnie aeree statunitensi.
Gli attacchi dell'11 settembre portarono anche alle guerre statunitensi in Afghanistan e Iraq, nonché a ulteriori spese per la sicurezza interna, per un totale di almeno $5 trilioni.

### Influenza culturale
L'impatto dell'11 settembre si estende oltre la geopolitica nella società e nella cultura in generale. Le risposte immediate all'11 settembre includevano una maggiore attenzione alla vita familiare e al tempo trascorso con la famiglia, una maggiore presenza della chiesa e maggiori espressioni di patriottismo come il volo delle bandiere. L'industria radiofonica rispose rimuovendo alcune canzoni dalle playlist e gli attacchi vennero successivamente utilizzati come elementi di sottofondo, narrativa o elementi tematici in film, televisione, musica e letteratura. Tra i romanzi ispirati o direttamente influenzati dall'11/9 vi è Crazy Gran di Gary Botting, che parla di una ragazza che scopre un legame familiare diretto con i terroristi. L'azione inizia alle "9, martedì 9/11/2001" e continua per una settimana straziante mentre suo zio tenta di zittirla, applicando i precetti della sharia. Programmi televisivi già in corso e sviluppati dopo l'11 settembre rispecchiarono preoccupazioni culturali post-11 settembre. Le Teorie del complotto sull'attentato al World Trade Center dell'11 settembre 2001 sono divenute fenomeni sociali, nonostante la mancanza di supporto da parte di scienziati, ingegneri e storici esperti. L'11 settembre ha avuto anche un grande impatto sulla fede religiosa di molti individui; per alcuni l'ha rafforzata, trovando consolazione per far fronte alla perdita dei propri cari e superare il dolore; altri iniziarono a mettere in discussione la loro fede o la persero del tutto, perché non potevano conciliarla con la loro visione.
La cultura dell'America che segue gli attacchi è nota per la maggiore sicurezza e una maggiore domanda, così come la paranoia e l'ansia per ipotizzati futuri attacchi terroristici. Gli psicologi hanno anche confermato che ci fu una maggiore quantità di ansia nazionale nei viaggi aerei commerciali.

### Politiche governative verso il terrorismo
A seguito degli attacchi, molti governi in tutto il mondo approvarono legislazioni per combattere il terrorismo. In Germania, dove molti dei terroristi dell'11 settembre avevano risieduto e approfittato delle politiche liberali in materia di asilo di quel paese, furono emanati due importanti pacchetti antiterrorismo. Il primo rimosse scappatoie legali che consentivano ai terroristi di vivere e raccogliere fondi in Germania. Il secondo riguardava l'efficacia e la comunicazione dell'intelligence e delle forze dell'ordine. Il Canada approvò la Legge antiterrorismo, la prima del paese. Il Regno Unito approvò l'Anti-terrorism, Crime and Security Act 2001 e il Prevention of Terrorism Act 2005. La Nuova Zelanda emanò il Terrorism Suppression Act 2002.
Negli Stati Uniti, venne creato il Dipartimento della sicurezza interna dalla Legge sulla sicurezza nazionale per coordinare gli sforzi nazionali antiterrorismo. La USA PATRIOT Act conferì al governo federale maggiori poteri, inclusa l'autorità di detenere sospetti terroristi stranieri per una settimana senza spese, per monitorare le comunicazioni telefoniche, la posta elettronica e l'uso di Internet da parte di sospetti terroristi e di perseguirli senza limiti di tempo. La FAA ordinò che le cabine di pilotaggio degli aerei fossero rinforzate per impedire ai terroristi di ottenere il controllo degli aerei, e assegnò i marescialli del cielo ai voli. Inoltre, la legge sulla sicurezza aerea e dei trasporti rese il governo federale, e non gli aeroporti, responsabile della sicurezza aeroportuale. La legge creò l'Amministrazione per la sicurezza dei trasporti per ispezionare passeggeri e bagagli, causando lunghi ritardi e preoccupazioni sulla riservatezza dei passeggeri. Dopo che i sospetti abusi del Patriot Act statunitense furono portati alla luce da Edward Snowden, a giugno 2013, grazie ad articoli sulla raccolta di registri delle chiamate americane da parte della NSA e del programma PRISM, il rappresentante Jim Sensenbrenner, repubblicano del Wisconsin, che introdusse il Patriot Act nel 2001, dichiarò che la National Security Agency avesse oltrepassato i limiti.

## Indagini

### FBI
Subito dopo gli attacchi, l'FBI avviò la PENTTBOM, la più grande indagine criminale nella storia degli Stati Uniti. Al suo apice, oltre la metà degli agenti dell'FBI lavorava alle indagini e seguì mezzo milione di piste. L'FBI concluse che c'erano prove "chiare e irrefutabili" che collegavano al-Qāʿida e bin Laden agli attacchi.
L'FBI fu in grado di identificare rapidamente i dirottatori, incluso il leader Mohamed Atta, quando i suoi bagagli furono scoperti all'aeroporto di Logan di Boston. Atta era stato costretto a imbarcare nella stiva due delle sue tre valigie a causa delle limitazioni di spazio sul volo pendolare da 19 posti che aveva preso a Boston. A causa di una nuova politica istituita per prevenire i ritardi dei voli, i bagagli non sono riusciti a salire a bordo del volo 11 dell'American Airlines come previsto. Il bagaglio conteneva i nomi, i compiti e le connessioni di al-Qāʿida dei dirottatori. "Aveva tutti questi documenti in lingua araba che costituivano la Stele di Rosetta dell'indagine", affermò un agente dell'FBI. A poche ore dagli attacchi, l'FBI rese noti i nomi e in molti casi i dettagli personali dei piloti e dirottatori sospetti. Il 27 settembre 2001, pubblicarono le foto di tutti i 19 dirottatori, insieme alle informazioni su possibili nazionalità e pseudonimi. Quindici uomini provenivano dall'Arabia Saudita, due dagli Emirati Arabi Uniti, uno dall'Egitto e uno dal Libano.
A mezzogiorno, la National Security Agency e le agenzie di intelligence tedesche avevano intercettato le comunicazioni che indicavano Osama bin Laden. Si sapeva che due dei dirottatori avevano viaggiato con un associato di bin Laden in Malesia nel 2000 e che il dirottatore Mohamed Atta era già stato in Afghanistan. Lui e altri facevano parte di una cellula terroristica ad Amburgo. Venne scoperto che uno dei membri della cellula di Amburgo era in comunicazione con Khalid Shaykh Muhammad, identificato come membro di al-Qāʿida.
Le autorità degli Stati Uniti e del Regno Unito ottennero anche intercettazioni elettroniche, tra cui conversazioni telefoniche e trasferimenti bancari elettronici, che indicavano che Mohammed Atef, un deputato di Bin Laden, fosse una figura chiave nella pianificazione degli attacchi dell'11 settembre. Si ottennero anche intercettazioni che rivelarono conversazioni avute luogo alcuni giorni prima dell'11 settembre tra bin Laden e un associato in Pakistan. In quelle conversazioni, i due si riferivano a "un incidente che avrebbe avuto luogo in America intorno all'11 settembre" e discutevano di potenziali ripercussioni. In un'altra conversazione con un associato in Afghanistan, bin Laden discusse della "portata e degli effetti di un'imminente operazione". Queste conversazioni non menzionavano specificamente il World Trade Center, il Pentagono o altri dettagli.
L'FBI non registrò i 2.977 decessi causati dagli attacchi nel suo indice annuale dei crimini violenti per il 2001. In una dichiarazione di non responsabilità, l'FBI ammise che "il numero di decessi fosse così grande che la combinazione con le tradizionali statistiche sulla criminalità avrebbe avuto un effetto anomalo che distorceva erroneamente tutti i tipi di misurazioni nelle analisi del programma". Anche la città di New York non incluse i decessi nelle proprie statistiche annuali sulla criminalità per il 2001, per non falsare i dati.

### Indagine interna della CIA
L'Ispettore Generale della CIA condusse un'indagine interna sulle prestazioni della CIA prima dell'11 settembre e fu estremamente critico nei confronti dei funzionari anziani della CIA per non aver fatto tutto ciò che era possibile contro il terrorismo, in particolare per non essere riusciti a fermare due dei dirottatori dell'11 settembre, Nawaf al-Hazmi e Khalid al-Mihdhar, al loro ingresso negli Stati Uniti, e per non aver condiviso le informazioni su di loro con l'FBI.
Nel maggio 2007, senatori appartenenti sia al Partito Democratico sia a quello Repubblicano hanno sostenuto una proposta di legge che avrebbe reso pubblico un rapporto d'indagine interno alla CIA concernente le responsabilità del personale CIA prima e dopo gli attacchi. Completato nel 2005, il rapporto non è mai stato reso pubblico nei suoi dettagli. L'ipotesi che siano stati sottovalutati alcuni rapporti della CIA che forse avrebbero consentito di evitare l'attentato, è anche la tesi del film-documentario Fahrenheit 9/11 del regista-giornalista Michael Moore.

### Inchiesta congressuale
A febbraio 2002, il Select Committee on Intelligence e la House Permanent Select Committee on Intelligence formarono un'indagine congiunta sulle prestazioni della comunità di intelligence americana. Il loro rapporto di 832 pagine pubblicato a dicembre 2002 descriveva in dettaglio i fallimenti dell'FBI e della CIA nell'uso delle informazioni disponibili, compresi i terroristi che la CIA sapeva che fossero negli Stati Uniti. L'indagine congiunta sviluppò le proprie informazioni sul possibile coinvolgimento di funzionari del governo dell'Arabia Saudita da fonti non classificate. Tuttavia, l'amministrazione Bush richiese che 28 pagine correlate restassero classificate. A dicembre 2002, il presidente dell'inchiesta Bob Graham (D) rivelò in un'intervista che "c'erano prove che c'erano governi stranieri coinvolti nel facilitare le attività di almeno un paio dei terroristi negli Stati Uniti". Le famiglie delle vittime dell'11 settembre furono frustrate dalle domande senza risposta e dal materiale censurato dall'inchiesta del Congresso e richiesero una commissione indipendente. Le famiglie delle vittime dell'11 settembre, i membri del Congresso e il governo dell'Arabia Saudita stanno ancora chiedendo la pubblicazione dei documenti. A giugno 2016, il capo della CIA John Brennan afferma che 28 pagine redatte di un'indagine congressuale sull'11 settembre saranno presto rese pubbliche e che dimostreranno che il governo dell'Arabia Saudita non avesse avuto alcun coinvolgimento negli attacchi dell'11 settembre.
A settembre 2016, il Congresso ha approvato la legge sulla giustizia contro gli sponsor del terrorismo (Justice Against Sponsors of Terrorism Act) che consentirebbe ai parenti delle vittime degli attentati dell'11 settembre di denunciare l'Arabia Saudita per il presunto ruolo del governo negli attacchi.

### "9/11 Commission"
La Commissione d'indagine sugli attentati dell'11 settembre 2001, anche nota come "9/11 Commission" e diretta dall'ex-governatore del New Jersey, Thomas Kean, fu istituita nel tardo 2002 per preparare una ricostruzione completa dei fatti riguardanti l'attacco, analizzando anche lo stato di preparazione e l'immediata reazione a essi. Il 22 luglio 2004, la 9/11 Commission pubblicò il Rapporto della Commissione sull'11 settembre. La Commissione e il suo rapporto hanno ricevuto diverse critiche.

### National Institute of Standards and Technology (NIST)

Punti di impatto sulle Torri gemelle

Un'indagine federale sulle caratteristiche tecniche e di resistenza agli incendi connesse con il collasso delle Torri gemelle e del WTC 7 fu condotta dal National Institute of Standards and Technology (NIST) del Dipartimento del commercio degli Stati Uniti. Questa indagine aveva il compito di trovare il motivo del collasso degli edifici, il numero di morti e feriti causati, oltre che le procedure collegate alla progettazione e alla gestione del World Trade Center.
Il rapporto concluse che i rivestimenti antincendio delle infrastrutture in acciaio furono spazzati via dagli impatti degli aerei e che, se questo non fosse accaduto, le torri sarebbero probabilmente rimaste in piedi.
Gene Corley, direttore dell'indagine originale, commentò che «le torri si comportarono in maniera impressionante. Non furono gli aerei dei terroristi ad abbattere gli edifici; fu l'incendio successivo. Fu dimostrato che era possibile abbattere due terzi delle colonne di una torre e l'edificio sarebbe restato in piedi». Il fuoco indebolì le travature di sostegno dei piani, facendole piegare verso il basso, tirando così le colonne in acciaio esterne che si piegarono verso l'interno. Con le colonne portanti danneggiate, le colonne esterne piegate non furono più in grado di sostenere gli edifici, causandone il collasso. Il rapporto afferma inoltre che le trombe delle scale non erano adeguatamente rinforzate per funzionare da via di fuga per le persone al di sopra della zona di impatto. Questo fu confermato da uno studio indipendente della Purdue University. I risultati dell'indagine del NIST sul WTC 7 sono stati pubblicati il 21 agosto 2008: il crollo dell'edificio è stato causato dalla dilatazione termica prodotta dagli incendi che divamparono incontrollati per ore, e che hanno in particolare interessato l'acciaio della colonna primaria numero 79, il cui cedimento ha dato inizio a un collasso progressivo delle strutture portanti vicine.

### Presunto ruolo saudita
A luglio 2016, l'amministrazione Obama rese noto un documento, compilato dagli investigatori statunitensi Dana Lesemann e Michael Jacobson, noto come "File 17", che conteneva una lista di nomi di tre dozzine di persone, tra cui i sospetti ufficiali dell'intelligence saudita collegati all'ambasciata dell'Arabia Saudita a Washington, che collega quindi, l'Arabia Saudita ai dirottatori.

## Responsabilità civile e penale

### Responsabilità penale
Le famiglie di 800 vittime hanno depositato presso un tribunale di Manhattan una causa contro funzionari sauditi che sono stati denunciati, accusati di complicità negli attentati per aver aiutato i dirottatori Salem al-Hazmi e Khalid Al-Mihdhar 18 mesi prima dell'attacco.
 Gli uomini in una prigione negli Stati Uniti accusati per gli attacchi dell'11 settembre sono cinque: il pakistano Khalid Shaykh Muhammad, ritenuto l'architetto della strage, quello che già nel 1996 illustrò il piano a Osama Bin Laden e nel 2007 dichiarò di essere «responsabile dell'operazione dalla A alla Z»; lo yemenita Walid bin Attash, capo dei campi paramilitari di al-Qāʿida in Afghanistan, ha fornito simulatori di volo e notizie sulle compagnie aeree; lo yemenita Ramzi bin al-Shibh, cellula al-Qāʿida di Amburgo, ha iscritto i dirottatori nelle scuole di volo americane; il pachistano Ammar al-Baluchi, imputato perché ha portato nove terroristi negli Stati Uniti, li ha mantenuti e inviato 120000 dollari americani. Il saudita Mustafa al-Hawsawi, che procurava contanti, carte di credito e abiti occidentali.

### Responsabilità civile
Sono tuttora in atto procedimenti legali per il rimborso dei costi delle cure per le malattie connesse agli attentati. Il 17 ottobre 2006, il giudice federale Alvin Hellerstein annullò il rifiuto della municipalità di New York di pagare i costi dell'assistenza sanitaria ai soccorritori, permettendo così numerosi processi contro l'amministrazione cittadina. Ufficiali governativi sono stati censurati per aver spinto le persone a tornare a Lower Manhattan nelle settimane successive agli attacchi; l'amministratrice della Environmental Protection Agency ("Agenzia per la protezione dell'ambiente", EPA) nel periodo immediatamente successivo agli attacchi, Christine Todd Whitman, fu pesantemente criticata per aver affermato scorrettamente che l'area era sicura dal punto di vista ambientale. Il presidente Bush fu anche criticato per aver interferito con le interpretazioni e i pareri dell'EPA riguardo alla qualità dell'aria successivamente agli attacchi. Inoltre, il sindaco Giuliani fu criticato per aver sollecitato il personale del settore finanziario a tornare rapidamente nell'area vasta attorno a Wall Street.

## Ricostruzioni
Il giorno degli attacchi, Giuliani affermò: «Ricostruiremo. Ne usciremo più forti di prima, politicamente più forti, economicamente più forti. La skyline tornerà a essere nuovamente completa». La rimozione dei detriti terminò ufficialmente nel maggio 2002. La Lower Manhattan Development Corporation, incaricata della ricostruzione del sito del World Trade Center, è stata criticata per aver compiuto poco con i notevoli fondi destinati alla ricostruzione. Uno degli edifici completamente distrutti, il 7 World Trade Center, ha una nuova torre uffici, completata nel 2006; il One World Trade Center, precedentemente Freedom Tower, la cui costruzione è iniziata il 27 aprile 2006, è stato terminato nel giugno 2013. Con un'altezza di 1 776 piedi (541 metri e 32 cm) è il settimo tra i grattacieli più alti del mondo. Il numero 1 776 simboleggia l'anno della dichiarazione di indipendenza degli Stati Uniti d'America.
La sezione danneggiata del Pentagono fu ricostruita e rioccupata entro un anno dagli attacchi.

## Monumenti

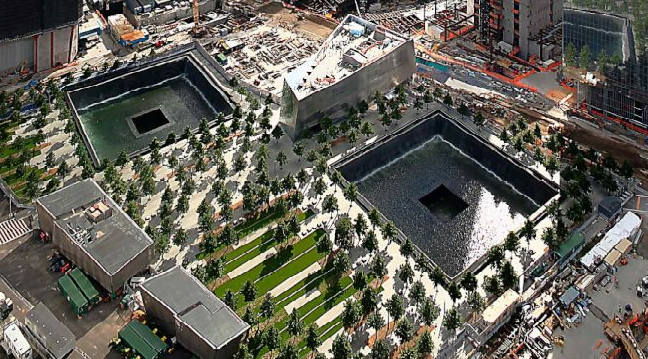
Le fondamenta delle torri gemelle trasformate in fontane per il National September 11 Memorial & Museum

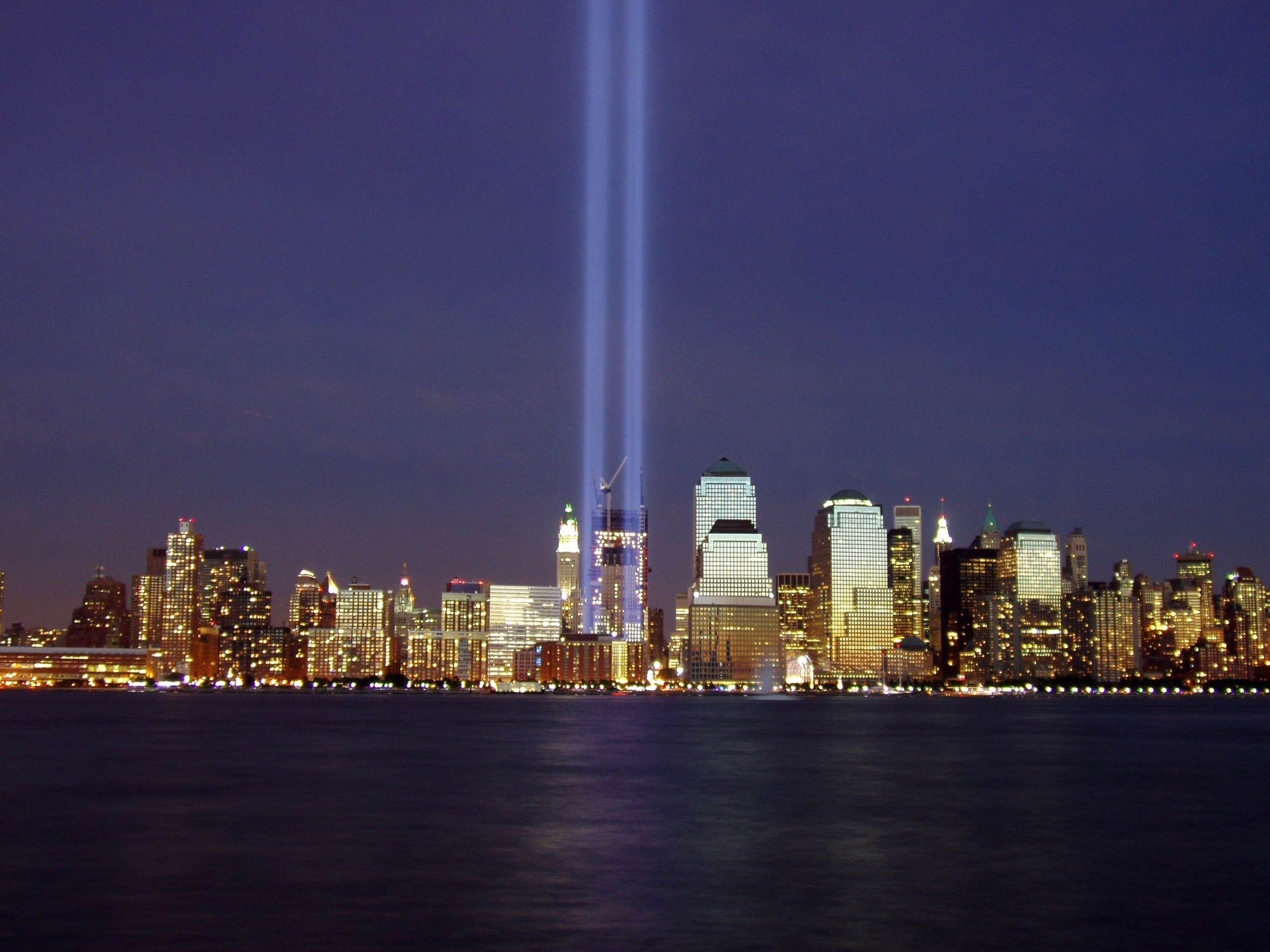
Il Tribute in Light, come appariva da Jersey City nell'anniversario degli attacchi nel 2004

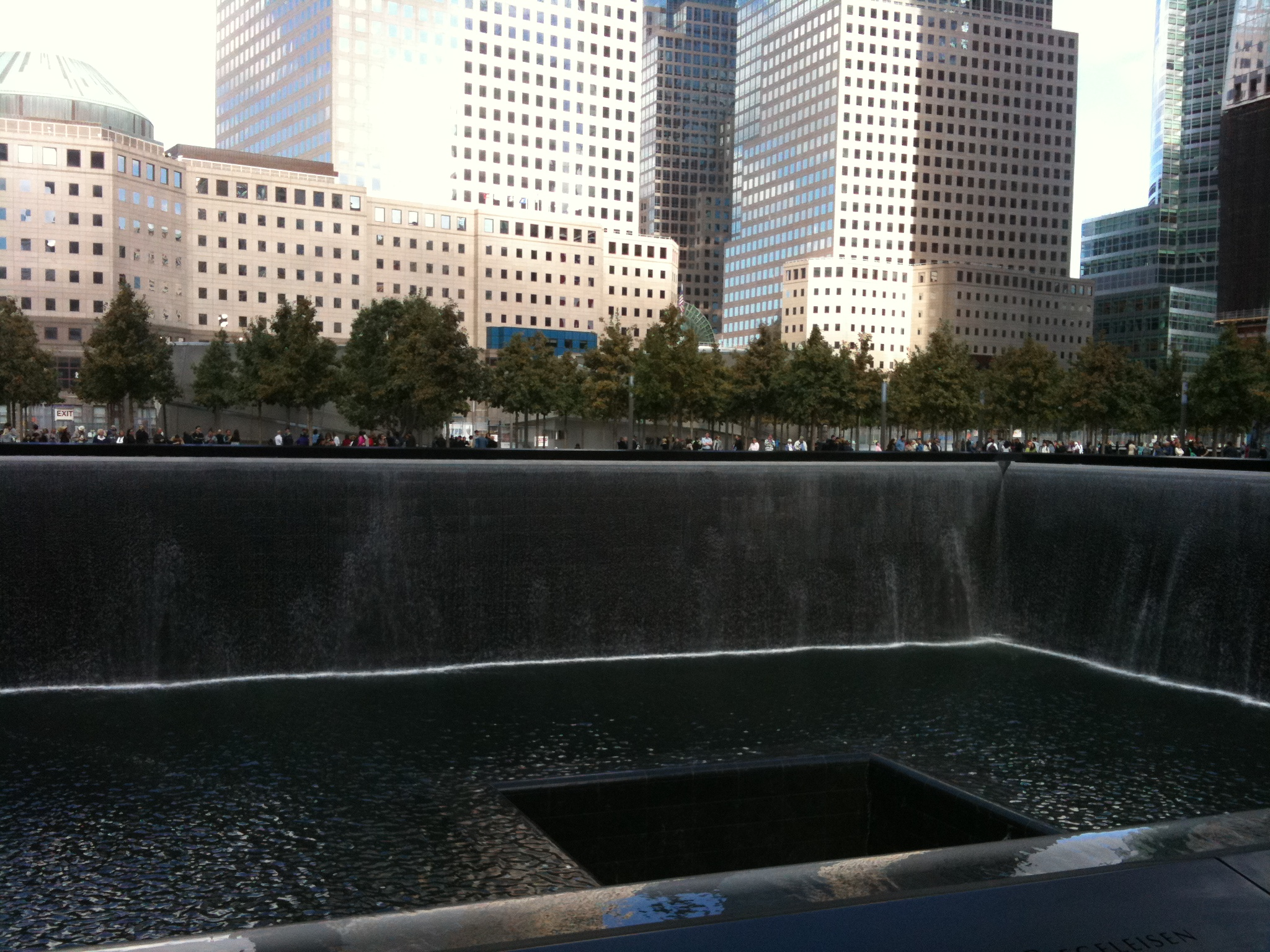
Le fontane al posto delle torri nel 2011

Nei giorni immediatamente successivi agli attacchi, si tennero molte commemorazioni e veglie in tutto il mondo; mentre ovunque a Ground zero furono affisse immagini delle vittime. Una delle prime commemorazioni fu il Tribute in Light, un'installazione di 88 fari da ricerca posti nelle fondamenta delle Torri che proiettavano due colonne di luce verticalmente verso il cielo. A New York fu istituita una competizione per decidere il progetto di un monumento da erigere sul luogo di Ground Zero; il progetto vincente, Reflecting Absence, selezionato nell'agosto 2006, consiste in una coppia di piscine posizionate sul luogo delle fondamenta delle Torri, circondate da un monumento in cui sono iscritti i nomi delle vittime. Il Memoriale è stato aperto al pubblico il 12 settembre 2011, in occasione del decennale degli attentati; il 15 maggio 2014, invece, nello stesso sito è stato inaugurato il Museo dell'11 settembre.
Il monumento del Pentagono è stato inaugurato l'11 settembre 2008, settimo anniversario degli attacchi; si tratta di un parco con 184 panchine (pari ai 125 morti che ci sono stati tra gli occupanti dell'edificio più i 59 del volo AA 77) che fronteggiano il Pentagono. Quando il Pentagono fu ricostruito, nel 2001-2002, furono costruiti anche una cappella privata e un monumento interno, posti nel luogo dove il Volo 77 si schiantò nell'edificio. Un monumento del Volo 93 da costruire a Shanksville è in fase di progetto: includerà un groviglio di alberi scolpiti che forma un circolo intorno al sito dell'impatto, tagliato dal percorso dell'aereo, mentre delle campane a vento porteranno i nomi delle vittime. Un monumento temporaneo si trova a 450 m dal sito dell'impatto del Volo 93 a Shanksville. Molti altri monumenti permanenti sono in costruzione in tutto il mondo e la loro lista è aggiornata man mano che sono completati. Oltre a monumenti veri e propri, anche borse di studio e programmi a fini benefici sono stati istituiti dai parenti delle vittime, come pure da altre organizzazioni e privati.

## Teorie del complotto
A seguito degli attacchi, negli Stati Uniti e nel mondo sono stati sollevati diversi dubbi circa il reale svolgimento dei fatti e sono state formulate numerose teorie difformi da quelle comunemente accettate, generalmente configurabili come teorie del complotto.
Tali dubbi e teorie hanno dato luogo a innumerevoli dispute e controversie circa la natura, l'origine e i responsabili degli attentati, contestando il contenuto dei resoconti ufficiali circa l'accaduto e suggerendo, tra l'altro, che persone con incarichi di responsabilità negli Stati Uniti fossero a conoscenza del pericolo e che deliberatamente avrebbero deciso di non prevenirli, o che individui estranei ad al-Qāʿida avrebbero partecipato alla pianificazione o all'esecuzione degli attacchi. Una delle più diffuse teorie pone in dubbio che gli edifici colpiti a New York siano crollati per conseguenza del solo impatto degli aerei e degli incendi che ne sono seguiti. Tuttavia, la comunità degli ingegneri civili concorda con la versione che vuole il collasso delle Torri gemelle provocato dagli impatti ad alta velocità degli aviogetti e dai conseguenti incendi, piuttosto che da una demolizione controllata della quale non è mai stata fornita alcuna solida prova scientifica.
Nonostante tutte le prove e controprove accumulate negli anni riguardo alla ricostruzione storica degli avvenimenti, sono nate alcune associazioni sedicenti no profit che ne mettono in dubbio certi aspetti, asserendo che molti tra gli eventi verificatisi quel giorno non sarebbero in alcun modo compatibili con le spiegazioni fornite. Tra queste la Architects & Engineers for 9/11 Truth, la Pilots for 9/11 truth e alcune altre.

## Opere derivate

### Film
- 2002 - 11 settembre 2001, composto da undici episodi diretti da 11 registi (Samira Makhmalbaf, Claude Lelouch, Yusuf Shahin, Danis Tanović, Idrissa Ouédraogo, Ken Loach, Alejandro González Iñárritu, Amos Gitai, Mira Nair, Sean Penn e Shōhei Imamura).
- 2004 - Fahrenheit 9/11 di Michael Moore, vincitore della Palma d'oro al Festival di Cannes 2004.
- 2006 - World Trade Center di Oliver Stone.
- 2006 - United 93 di Paul Greengrass.
- 2007 - Il Nuovo Secolo Americano di Massimo Mazzucco.
- 2017 - 11 settembre: Senza scampo (9/11) di Martin Guigui.

### Serie televisive
Di seguito un elenco di serie TV interamente dedicate all'11 settembre:
- 2004 - The Power of Nightmares di Adam Curtis.
- 2006 - 11 Settembre: Tragedia Annunciata (The Path to 9/11).
- 2011 - Rising: La Rinascita di Ground Zero (Rising: Rebuilding Ground Zero).
- 2017 - 9/11: Come Tutto ha Avuto Inizio.
- 2021 - Turning Point: l'11 Settembre e la Guerra al Terrorismo (Turning Point: 9/11 and the War on Terror).
- 2021 - 9/11: Un Giorno in America (9/11: One Day in America).

Di seguito un elenco di serie TV con alcuni episodi dedicati all'11 settembre:
- 2001 - Speciale 11 Settembre, primo episodio della terza stagione della serie Squadra Emergenza.
- 2002 - Il Pentagono (The Pentagon), tredicesimo episodio della prima stagione della serie documentaristica Super Structures of the World.
- 2004 - 11 Settembre. Attacco al Pentagono (Pentagon 9/11), tredicesimo episodio della prima stagione della serie documentaristica Quei secondi fatali trasmesso da National Geographic Channel.
- 2004 - L'Ultima Ora del Volo American Airlines 11, secondo episodio della prima stagione della serie documentaristica Zero Hour.
- 2011 - 9/11: Una tranquilla mattina di settembre (9/11), primo episodio della quarta stagione della serie documentaristica Quei secondi fatali trasmesso da National Geographic Channel.
- 2016 - 11/9: Attacco al Pentagono, secondo episodio della sedicesima stagione della serie documentaristica Indagini ad alta quota.
- 2022 - Sotto Attacco, sesto episodio della seconda stagione della serie documentaristica Segreti e Misteri: Special Edition.
- 2022 - L'11 Settembre, primo episodio della prima stagione della serie documentaristica Grandi Disastri: 10 Errori Fatali.

### Documentari
- 2001 - America Anno Zero.
- 2002 - 11/9 (9/11), documentario con protagonisti i vigili del fuoco di New York diretto da Jules e Gédéon Naudet, James Hanlon.
- 2004 - In Plane Site (Director's Cut) di William Lewis.
- 2005 - Oltre l'11 Settembre (After 9/11: Rebuilding Lives).
- 2005 - Confronting the Evidence di Jimmy Walter trasmesso su Rai 3 il 24 settembre 2006 alle 21:00, durante il programma Report[375]
- 2005 - 11 Settembre: Quattro Anni Dopo di Massimo Mazzucco.
- 2006 - 11 Settembre: Inganno Globale di Massimo Mazzucco.
- 2006 - Loose Change di Dylan Avery.
- 2007 - Zero - Inchiesta sull'11 settembre di Thomas Torelli, con Dario Fo, Lella Costa e Moni Ovadia.
- 2008 - I 102 minuti che sconvolsero il mondo (102 Minutes That Changed America) documentario interamente composto da filmati originali degli eventi.
- 2008 - 11 Settembre 2001: Il Giorno che ha Cambiato la Storia.
- 2010 - L'Uomo che Predisse l'11 Settembre.
- 2010 - 9/11: Le Ultime Telefonate dalle Torri.
- 2011 - Remembering 9/11.
- 2011 - 11/9: Frammenti di Storie (9/11: Stories in Fragments).
- 2011 - 11 Settembre: Gli Italiani nelle Torri.
- 2011 - 11/9: Intervista a George W. Bush (George W. Bush: The 9/11 Interview).
- 2012 - 11 Settembre: La Donna che non c'Era (The Woman Who Wasn't There).
- 2012 - 11 Settembre: Voci dall'Inferno.
- 2013 - 11 settembre: La nuova Pearl Harbor di Massimo Mazzucco.
- 2013 - Gli Eroi di Ground Zero (9/11 Firehouse).
- 2013 - 11/9: Le Immagini della Tragedia (9/11: The Heartland Tapes).
- 2016 - 11 Settembre: Verità, Bugie e Cospirazioni.
- 2016 - 9/11 Inside the Pentagon, primo documentario interamente incentrato sull'attacco dell'11 settembre al Pentagono.
- 2018 - Giorni Fatali - 9/11 Il Giorno che Cambiò il Mondo.
- 2018 - Il Nostro 11 Settembre.
- 2019 - 11 Settembre: Paura nei Cieli (9/11: Control The Skies).
- 2019 - L'11 Settembre dell'Air Force One.
- 2019 - 11 Settembre: A Bordo del Volo 93.
- 2020 - L'11 Settembre al Pentagono.
- 2021 - 11 Settembre: The Falling Man (9/11: The Falling Man).
- 2021 - 11 Settembre 2001: Trappola di Fuoco.
- 2021 - 11 Settembre: New York Sotto Shock (9/11: Life Under Attack).
- 2021 - Gli Aerei dell'11 Settembre.
- 2021 - Women 9/11 (The Women of 9/11).
- 2021 - Gli Eroi Dimenticati dell'11 Settembre.
- 2021 - 11 Settembre: Io C'ero.
- 2021 - Venti Anni: L'Italia con Voi.
- 2021 - 11/9: Le Due Ore che Cambiarono il Mondo.
- 2021 - 11 Settembre Minuto per Minuto (9/11: Minute by Minute).
- 2021 - 9/11: La Storia delle Torri Gemelle.
- 2021 - 11 Settembre: 20 Anni che Valgono un Secolo. I Sopravvissuti.